# Imperial Division of Chrysler Corporation
«Imperial» (Імперіал, вимовляється як Імпіріел, з англ. — імперський) — самостійний підрозділ в складі Chrysler з 1955 по 1975, а також з 1981 по 1983 роки. Крім того, марка автомобілів, які вироблялись цим підрозділом. Був виведений в окремий підрозділ для конкуренції з фірмами Каділлак і Лінкольн.
Всі автомобілі «Імпіріел» були моделями преміум-класу, дорогими, престижними й чудово укомплектованими.
До заснування незалежної марки Imperial, з 1926 по 1954, а також з 1990 по 1993 роки існувала модель автомобіля вищого класу Chrysler Imperial.

## 1955–1956
Для 1955 модельного року, Імпіріел був запущений і зареєстрований як окрема марка від бренду Крайслер. Це був продукт нового підрозділу Imperial корпорації Chrysler, означаючи те, що Imperial буде маркою і підрозділом як таким, і не носитиме імені Крайслера. Крайслер представив стиль Forward Look Вірджила Екснера (Virgil Exner), який визначав вигляд Імпіріела (і вигляд машин з інших чотирьох підрозділів Крайслера) з 1955 по 1963 рр.

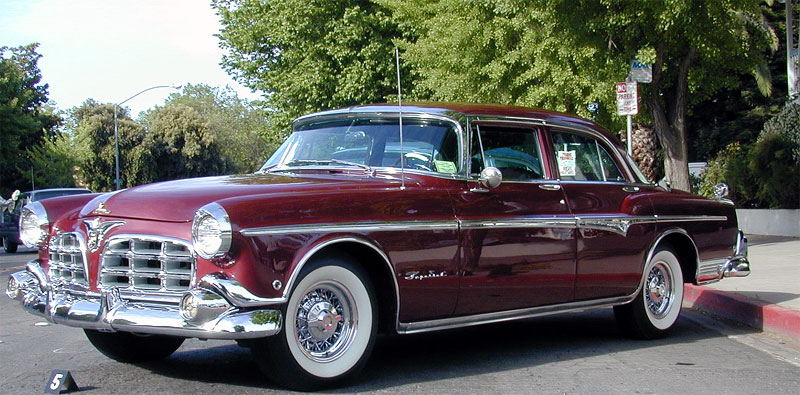
Модель 1955 року

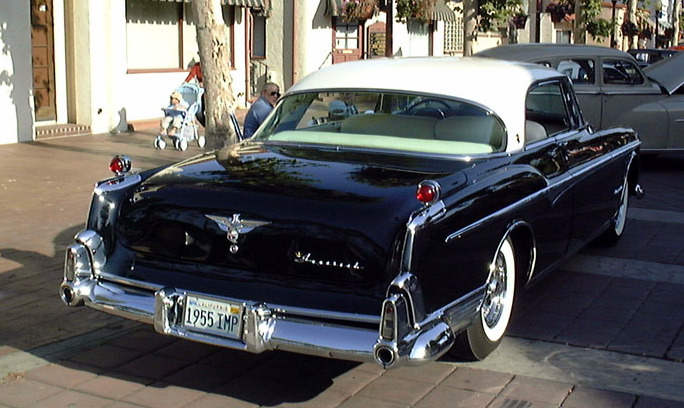

Моделі 1955 року, як кажуть, були надихані власними показовими моделями Екснера 1952 року Chrysler Imperial Parade Phaeton (які самі були пізніше перероблені ззовні, щоб відповідати Імпіріелам 1955-56 років). Платформу і кузов ділили з великими Крайслерами того року, але Імпіріел мав колісну базу, яка була на 4.0 дюйми (102 мм) довшою, забезпечуючи йому більше місця для ніг на задньому сидінні, мав широко-розставлену розділену сітчасту решітку радіатора, ту саму, яка була й на Chrysler 300 «executive hot rod», і мав окремо-стоячі задні ліхтарі у вигляді стрілецького прицілу, встановлені на задніх крилах, які були ідентичні тим самим, що й на Екснеровому Chrysler K-310 concept car 1951 року. Задні ліхтарі у вигляді стрілецького прицілу також були відомими як «фільтри для горобців», названі в честь приладу, який тримав птахів подалі від реактивних двигунів. Такі ліхтарі були відокремлені від крил, були обведені кільцем і стали звичними на Imperial по 1962 рік. Моделі включали двох-дверне Ньюпорт хардтоп купе (збудовано 3,418 машин) і чотирьох-дверний седан (7,840 машин). Двигун V8 був крайслерівським Hemi V8 першого покоління з об'ємом в 331 куб. дюйм (5.4 л) і розвиваючою 250 гальмівною потужністю (186 кВт). Підсилювачі гальм і керма були стандартом. Трансмісія була 2-ступеневою автоматичною PowerFlite. Однією головною опцією на Імпіріелах 1955 і 1956 років був кондиціонер повітря, вартістю $535. Виробництво склало 11,430 автомобілів, більше, ніж двічі за цифру 1954 року, але далеко низько від Лінкольна й Каділлака.

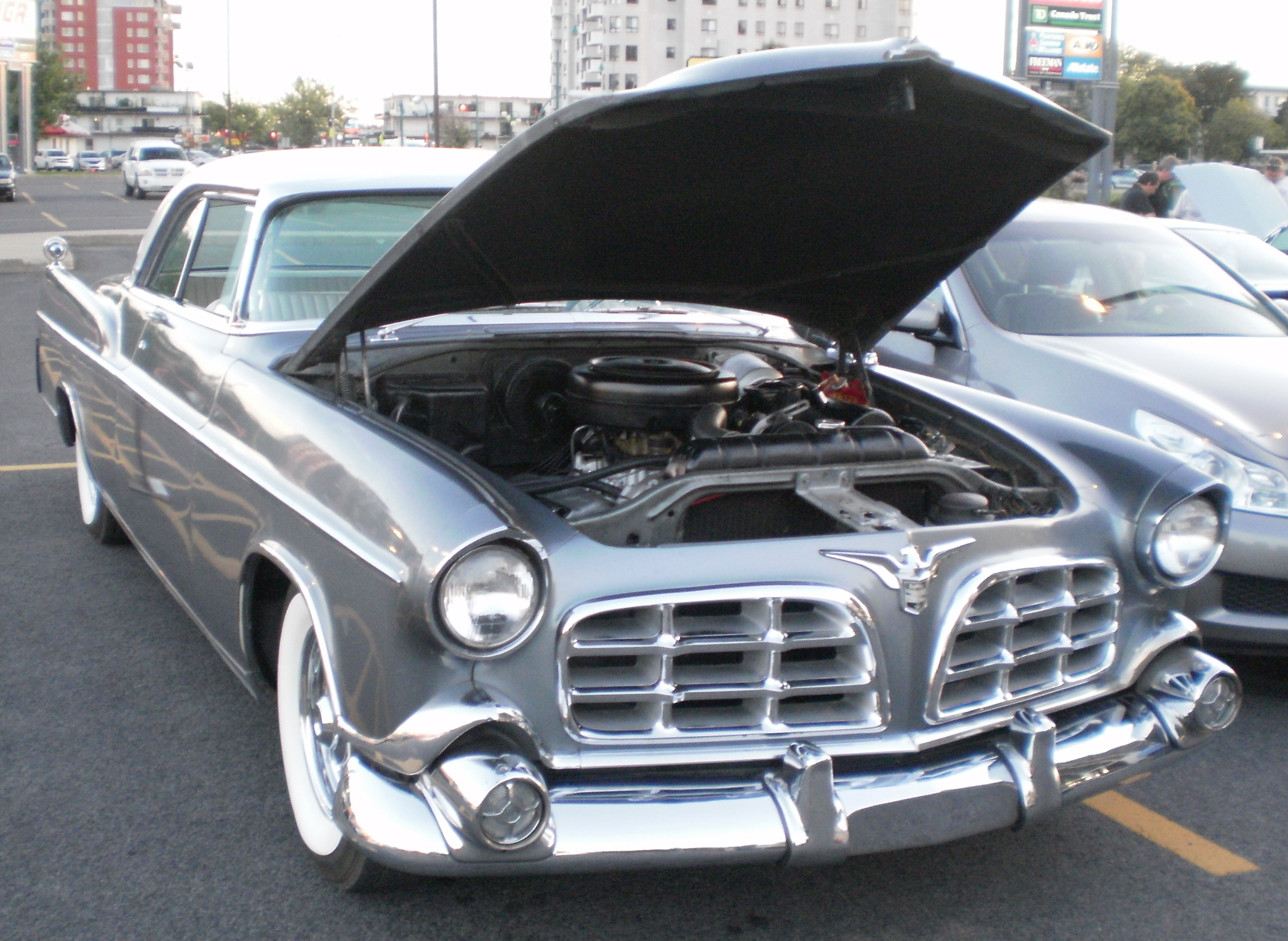
Модель 1956 року

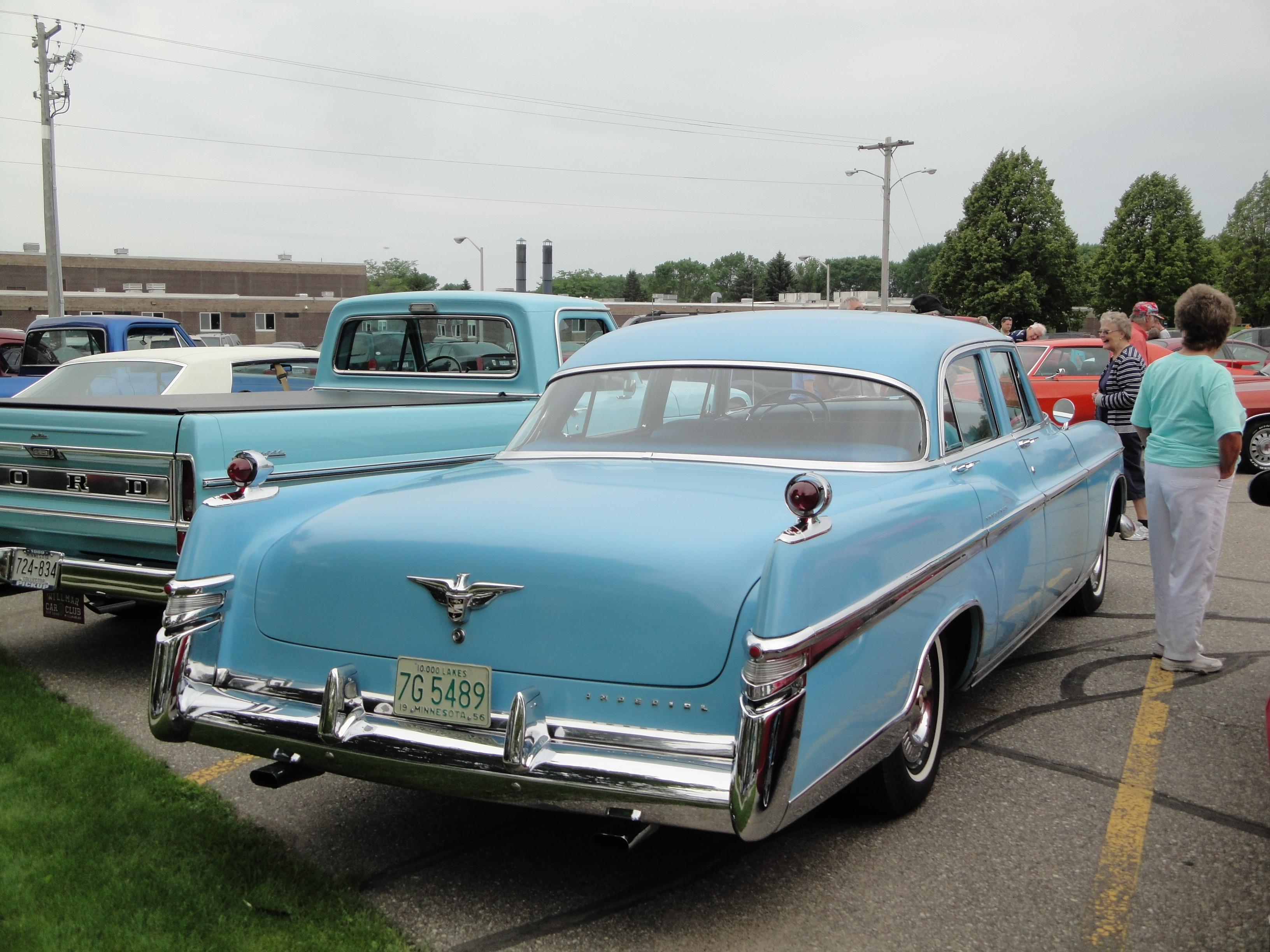

Моделі 1956 року були подібними до попередніх, але мали менші хвостові плавники, більший об'єм двигуна 354 куб. дюймів (5.8 л) з 280 гальмівною потужністю (209 кВт) і чотирьох-дверний Саутгемптонський хардтоп седан був доданий до ряду. Було випущено 10,268 автомобілів. З колісною базою в 133.0 дюйми (3,378 мм), довшою, ніж у моделі попереднього року на 3.0 дюйми (76 мм), вони мали найдовшу колісну базу зі всіх Imperial. Це також сприяло збільшенню загальної довжини до 229.6 дюймів (5,832 мм), роблячи їх найдовшими базовими автомобілями Америки після Другої світової війни до пришестя Імпіріелів ери фюзеляжного виду. Трансмісія була замінена: замість 2-ступеневої PowerFlite почали встановлювати нову 3-ступеневу TorqueFlite A488.
28 квітня 1955 року, Крайслер і Філко оголосили про розробку і виробництво першого в світі повністю транзисторного автомобільного радіоприймача. Повністю транзисторний автомобільний радіоприймач Mopar моделі 914HR, розроблений і виготовлений Крайслером і Філко, був «опцією» за $150.00 на Імпіріелах 1956 року. Philco була компанією, яка виготовляла повністю транзисторні автомобільні радіоприймачі Mopar моделі 914HR, починаючи з осені 1955 на своєму заводі в Сандаскі, Огайо, для корпорації Крайслер.

## 1957–1959
Перший у світі автомобіль, на якому була встановлена система круїз-контролю, яка й по сьогодні активно використовується, як у звичайних, так і в елітних автомобілях.

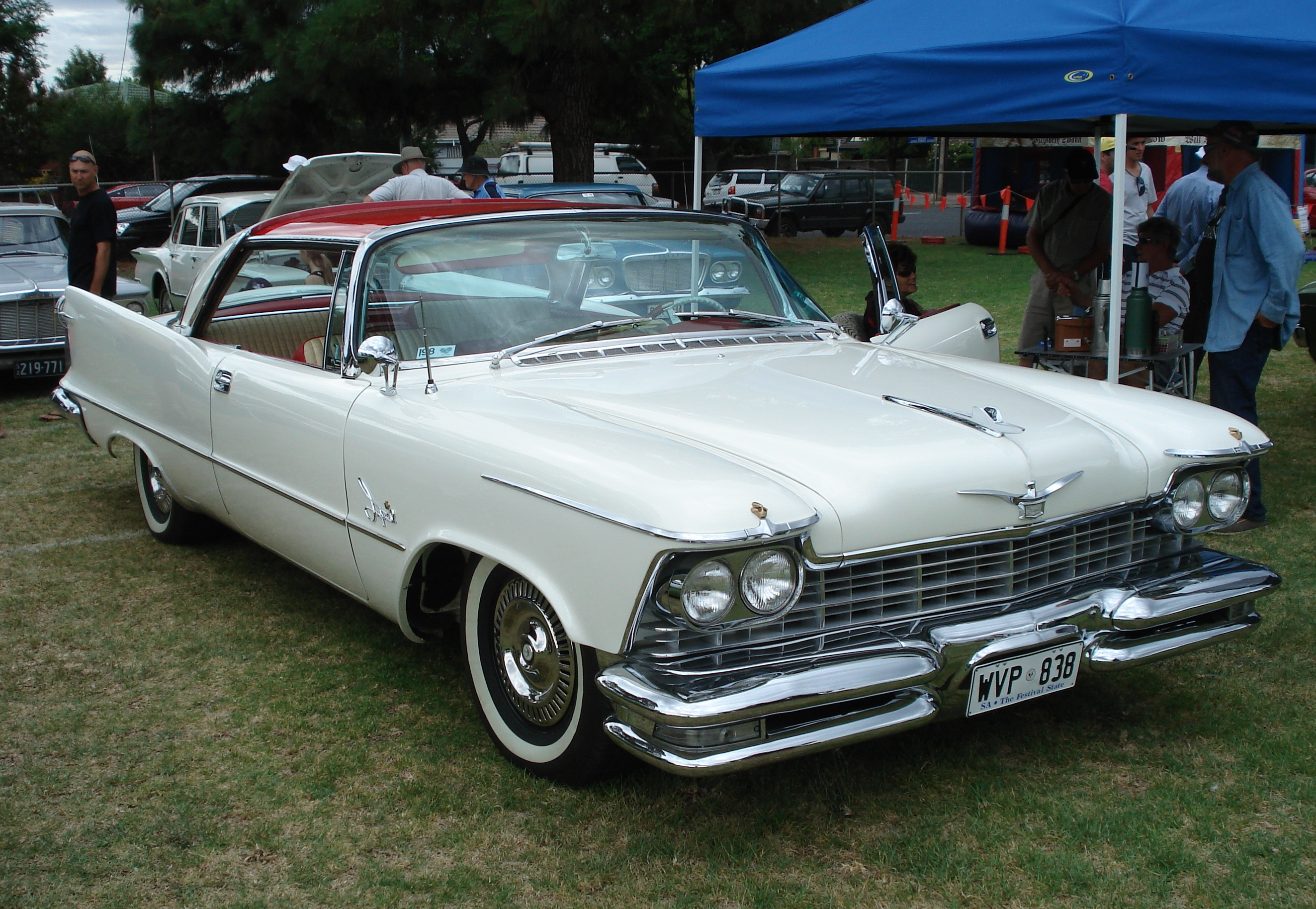
Модель 1957 року з 4-ма фарами

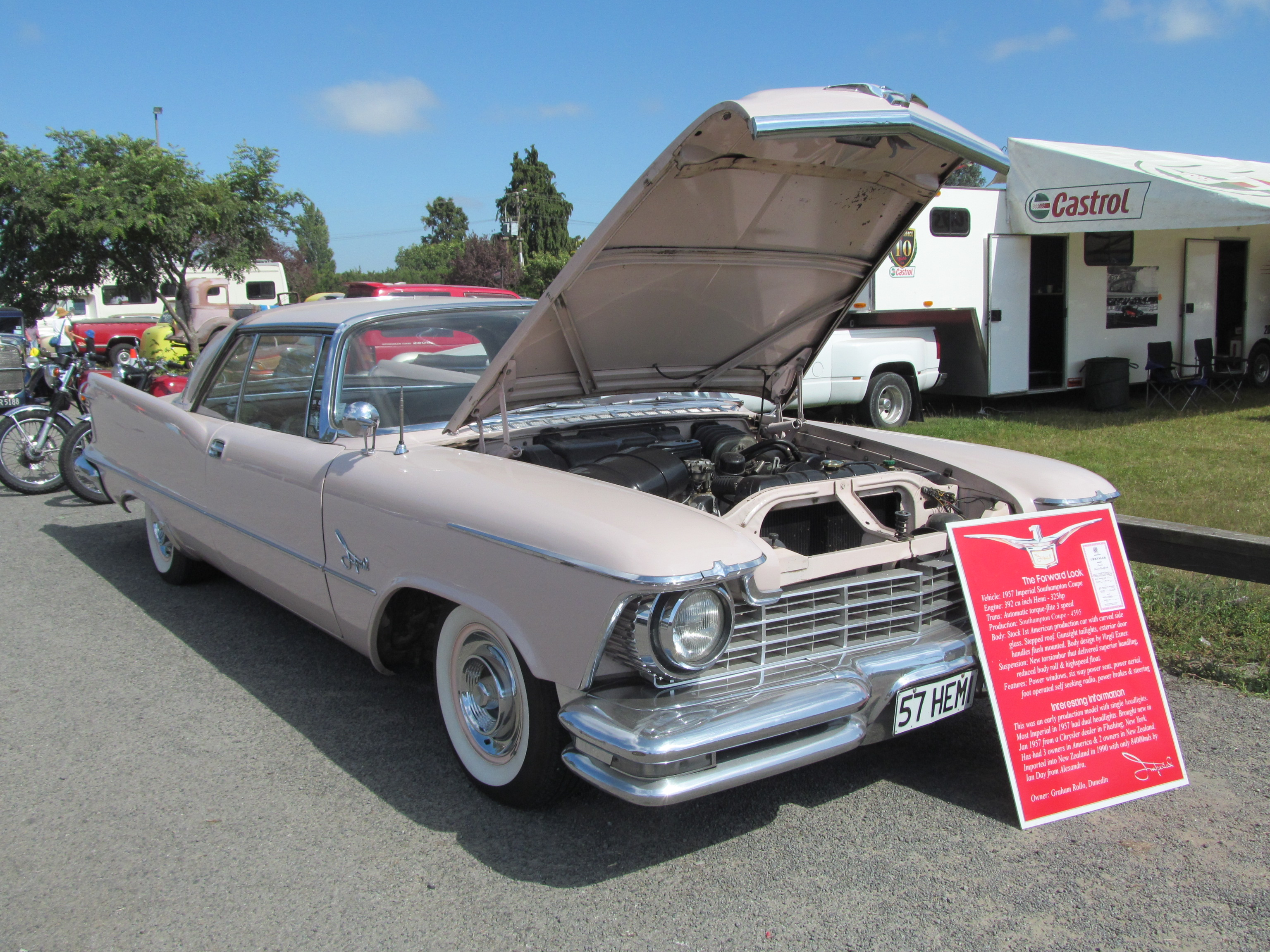
Модель 1957 року з 2-ма фарами

1957 модельний рік базувався ще більшою мірою на стилі «Forward Look» Екснера (також використовувався на інших повно-розмірних Крайслерах того ж періоду). Він включав складнішу передню частину (подібну до Каділлаків того періоду) з маркованою решіткою і чотирма фарами (окрім них, цього ж року паралельно випускались автомобілі з двома фарами), високі хвостові плавники, і фірмові задні ліхтарі у вигляді стрілецького прицілу. Вперше на американському автомобілі були використані гнуті бокові вікна. Двигун Hemi був доступним протягом перших двох років, і був розширеним до 392 куб. дюймів (6.4 л). Електропривід сидінь і подвійний вихлоп були стандартом для всієї лінійки. Кабріолет був вперше доступним на Imperial в серії Crown середнього класу. Продажам допоміг стиль Екснера «попереду від конкурентів», і 1957 став для Імпіріела найкращим продаваним роком зі всіх. Було виготовлено 37,593 автомобілі, але Каділлак, на відміну, продав більше 120,000 машин в 1957 році. Якість контролю також значно знизилась, як наслідок другої повної переробки за два роки.
Починаючи з 1957 року, Імпіріели були доступні в трьох рівнях оздоблення: стандартний Імпіріел (також відомий як Imperial Custom), Imperial Crown, і новий, супер-люкс Imperial LeBaron (не плутати з пізнішим, дешевшим Крайслером LeBaron). Стиль протягом кінця 1950-х і початку 1960-х продовжує ставати «довшим, нижчим, ширшим», з додаванням на машину кількох найбільших плавників. «FliteSweep Deck Lid», декоративне штампування для запасної шини на кришці багажника, була опцією з 1957 і аж до 1961 і знову в 1963 році (у зв'язку з попитом). Це ділили з тогочасними Мопарами, включаючи Valiant. Любов Екснера до цієї особливості знов продовжила тенденції концепт-карів початку 50-х, наприклад Chrysler D'Elegance 1953 року.

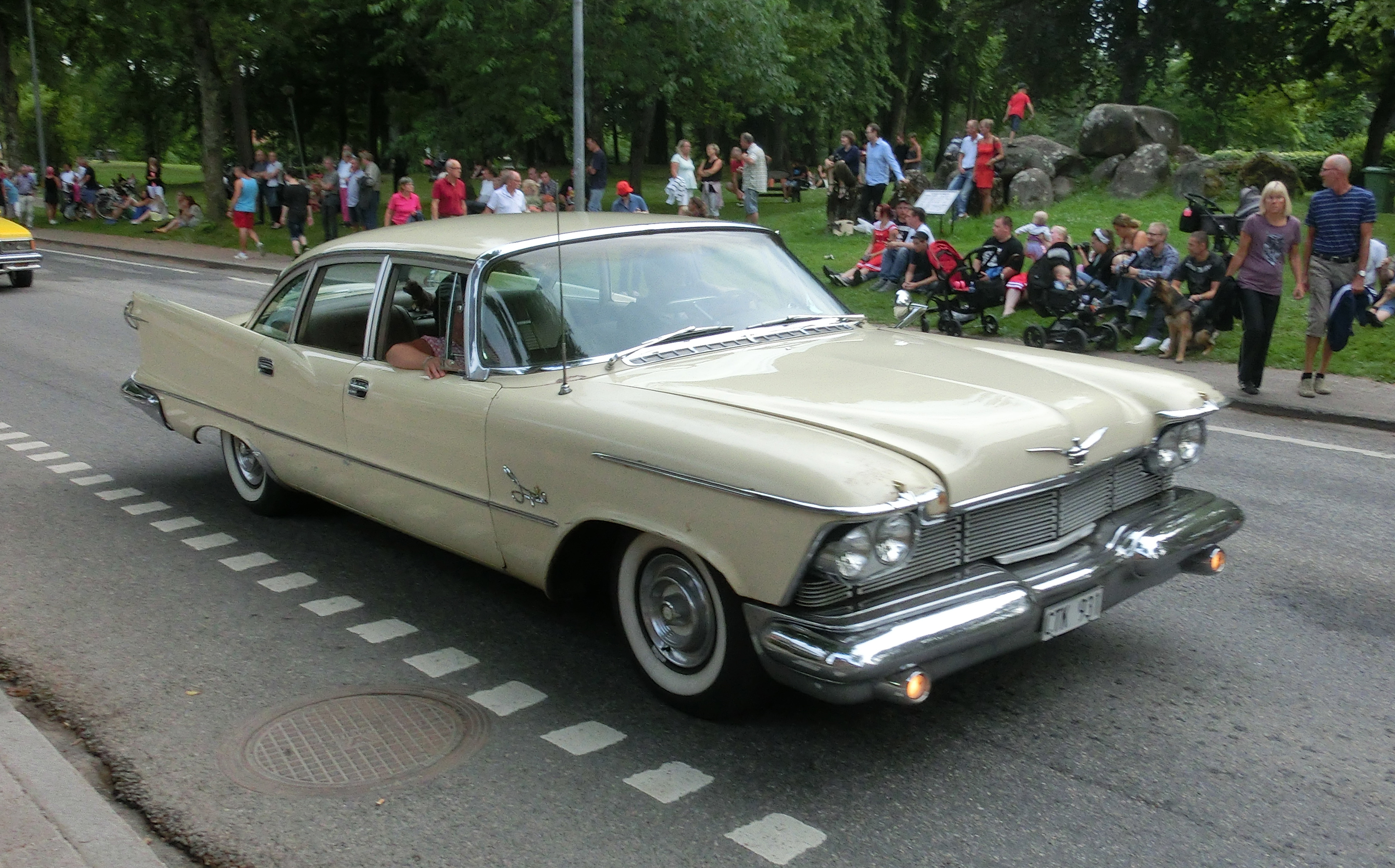
Модель 1958 року

Стильові зміни 1958 року обмежились лише передньою решіткою і бампером. Чотири фари стали стандартом. Імпіріелу 1958 року приписують введення круїз-контролю, який називався «автопілот», і був доступним на Імпіріелі, Chrysler New Yorker і моделях Windsor. Центральний замок дверей був ще однією новою опцією. Продажі знизилися до 16,133 машини в рік рецесії. Дилери були засмучені з покупцями, посилаючись на автомобілі як «Крайслер Імпіріел», який загальмував продажі як Крайслер, і не було такого престижу, який мали Каділлак чи Лінкольн. Це не допомогло тому, що Імпіріелів продовжили продавати в дилерів Крайслера, замість автономних дилерів, хоча воно дійсно мало окремий дилерський знак Імпіріела.

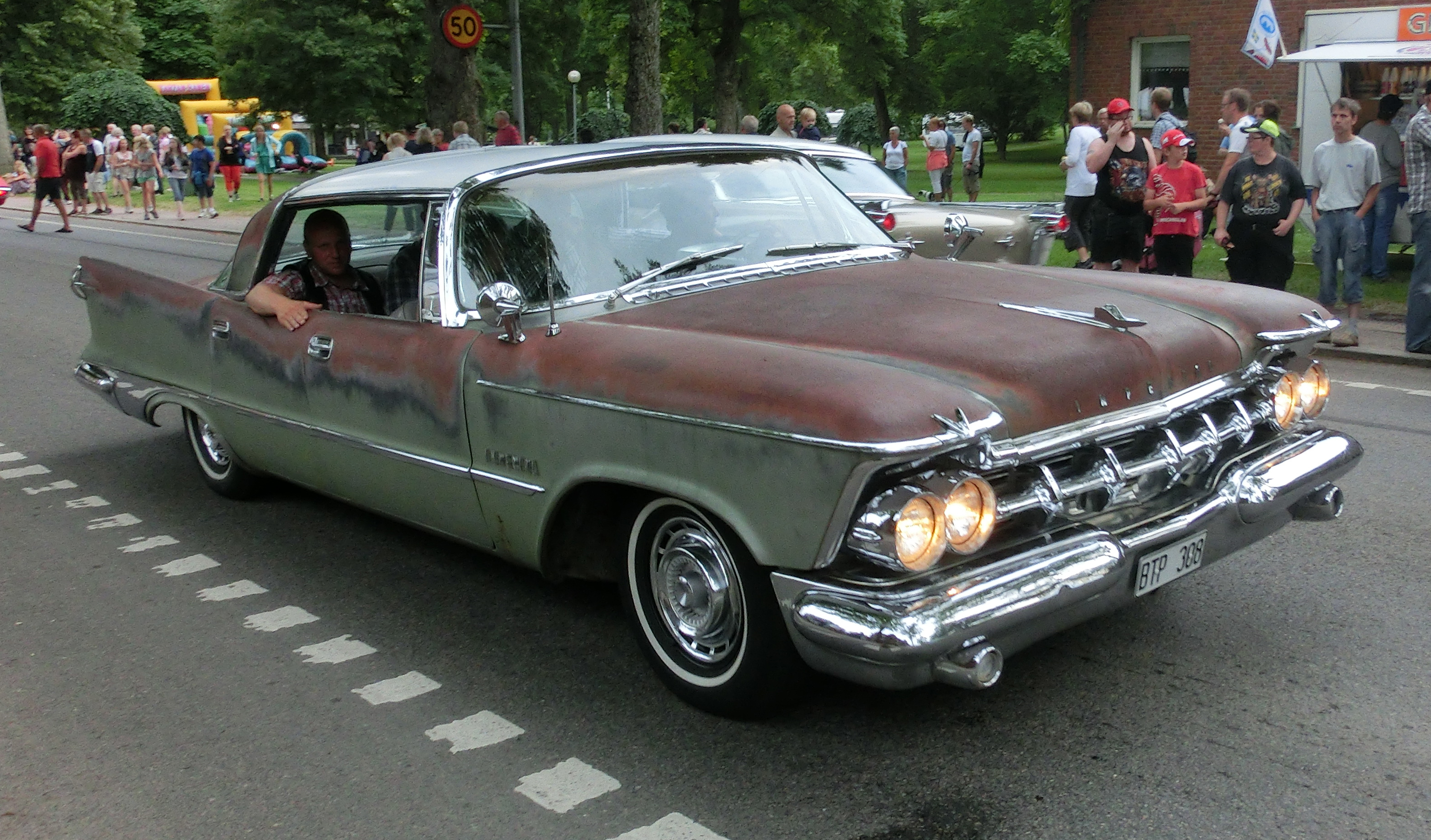
Модель 1959 року

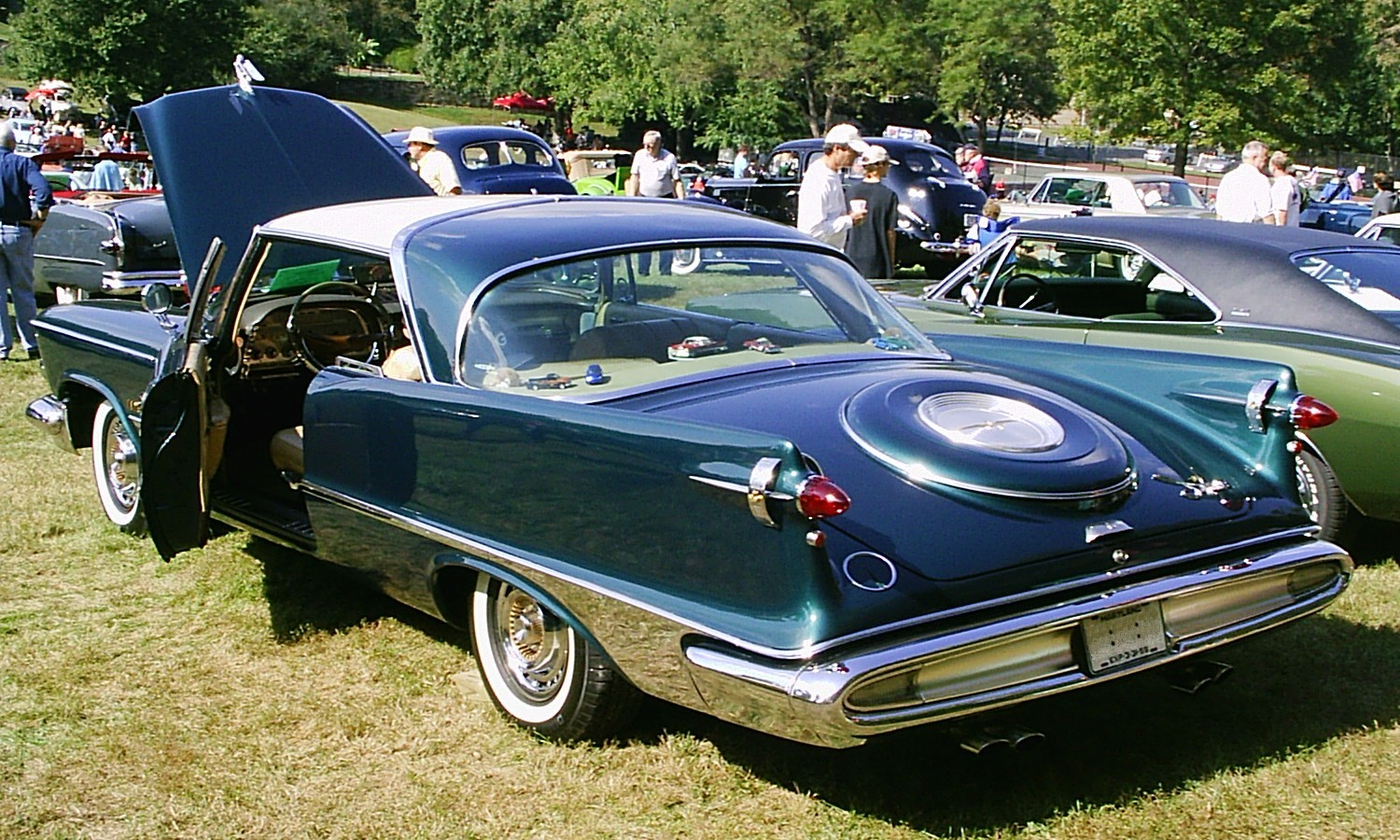

Виробництво було перенесене зі складального заводу на Джефферсон авеню в Детройті на ексклюзивний комплекс на Воррен авеню в Дірборні. Інше, ніж нова зубаста решітка і змінене бокове оздоблення, з погляду зовнішнього дизайну, мало змінили 1959 модельний рік. Новою опцією був дах типу «Silvercrest», який включав передок з нержавіючої сталі із заднім балдахіном, який можна було замовити або в будь-якому з базових кольорів автомобіля, або у версії ландо, яка мала чорний шкіряний балдахін. Іншою новою опцією були поворотні передні сидіння, які були частиною електричного переднього сидіння, яке фіксувалось в шістьох положеннях. Активується ручкою вручну на моделях цього року; для 1960 і 1961 років сидіння автоматично оберталось, коли передні двері відчинялись, активувалось за допомогою кабелю. Двигун Hemihead був замінений менш дорогим з 413 куб. дюймами (6.8 л) двигуном Wedgehead, який все-таки мав більше кінських сил і важив на 101 фунт менше, покращуючи відношення потужності до ваги. Було виготовлено 17,710 Імпіріелів цього модельного року, більше за Лінкольна.

## 1960–1963
Остання, і найбільш екстравагантна, робота Вірджила Екснера на посту шеф-стиліста «Крайслера». Характерною деталлю дизайну були окремо стоячі, як на автомобілях 1930-х років, фари. Цей елемент стилю був унікальним для «Імпіріелів» цих років і не викликав ніякого наслідування.
Модель 1961 року все ще мала великі хвостові плавники і виглядала в цілому як автомобіль попереднього десятиліття. В 1962 році підвищені над поясною лінією плавники прибрали, замінивши на невеликі плоскі, з розміщеними на їхніх ребрах окремими стоп-сигналами в обтічниках, як на моделі 1955 року. В 1963 році стоп-сигнали зникли, залишивши два скромні плавники з плоским верхом.
Хромовані ободки арок і молдинг порогу тепер входили в стандартний набір оздоблення моделі LeBaron, тоді як на двох інших моделях Custom і Crown це була опція. Це тривало до самого кінця виготовлення автомобілів даного бренду. Ще одним нововведенням на моделях 1960-63 років було квадратне кермо, яке ставили для того, щоб було зручніше для ніг водія і кращого огляду на вітрове скло. Однак новинку слабо оцінили і в 1964 році вона зникла.
Моделі 1960-63 років оснащались 6,8-літровим двигуном Wedgehead V8, успадкованим від моделей попереднього модельного року.
Трансмісія до 1961 року включно була 3-ступенева автоматична TorqueFlite A488, а з 1962 року ставилась 3-ступенева TorqueFlite A727.

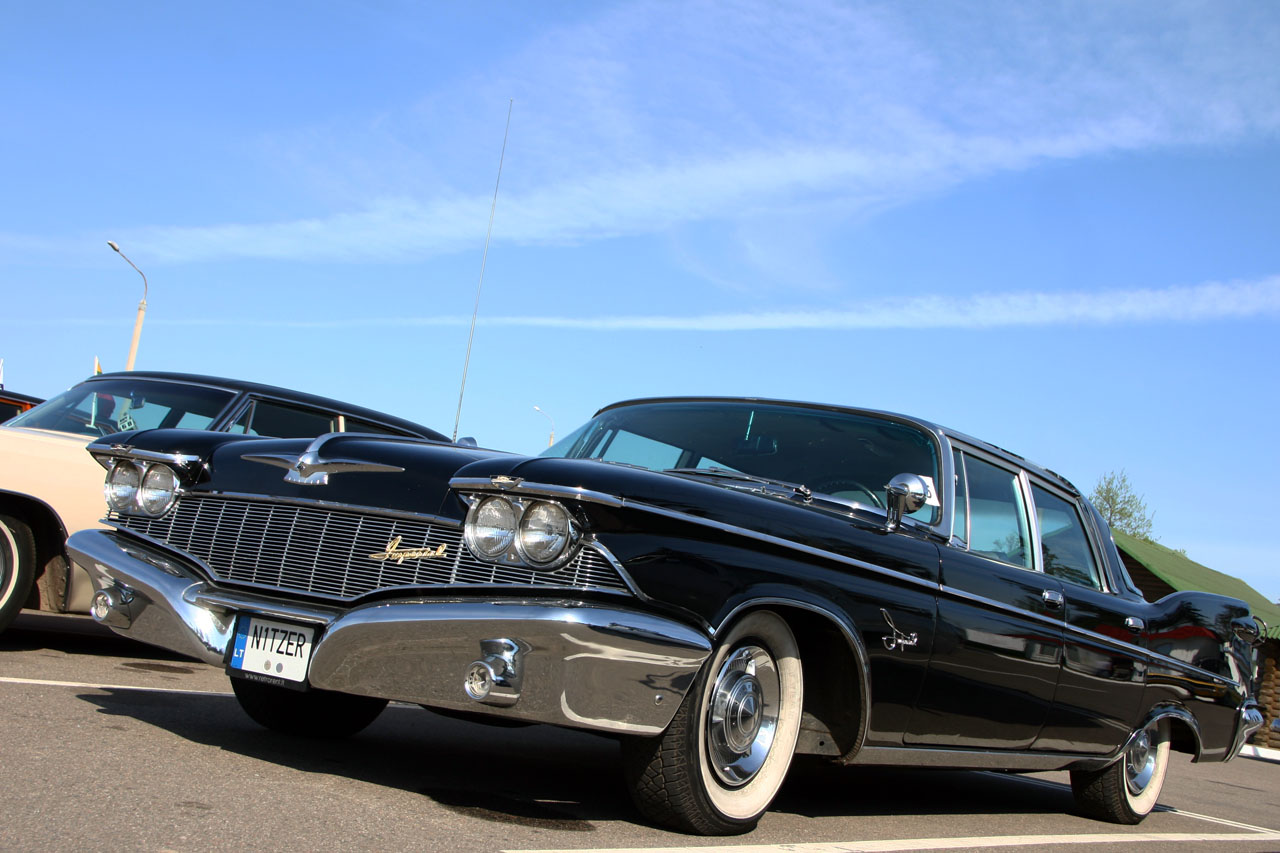
Модель 1960 року

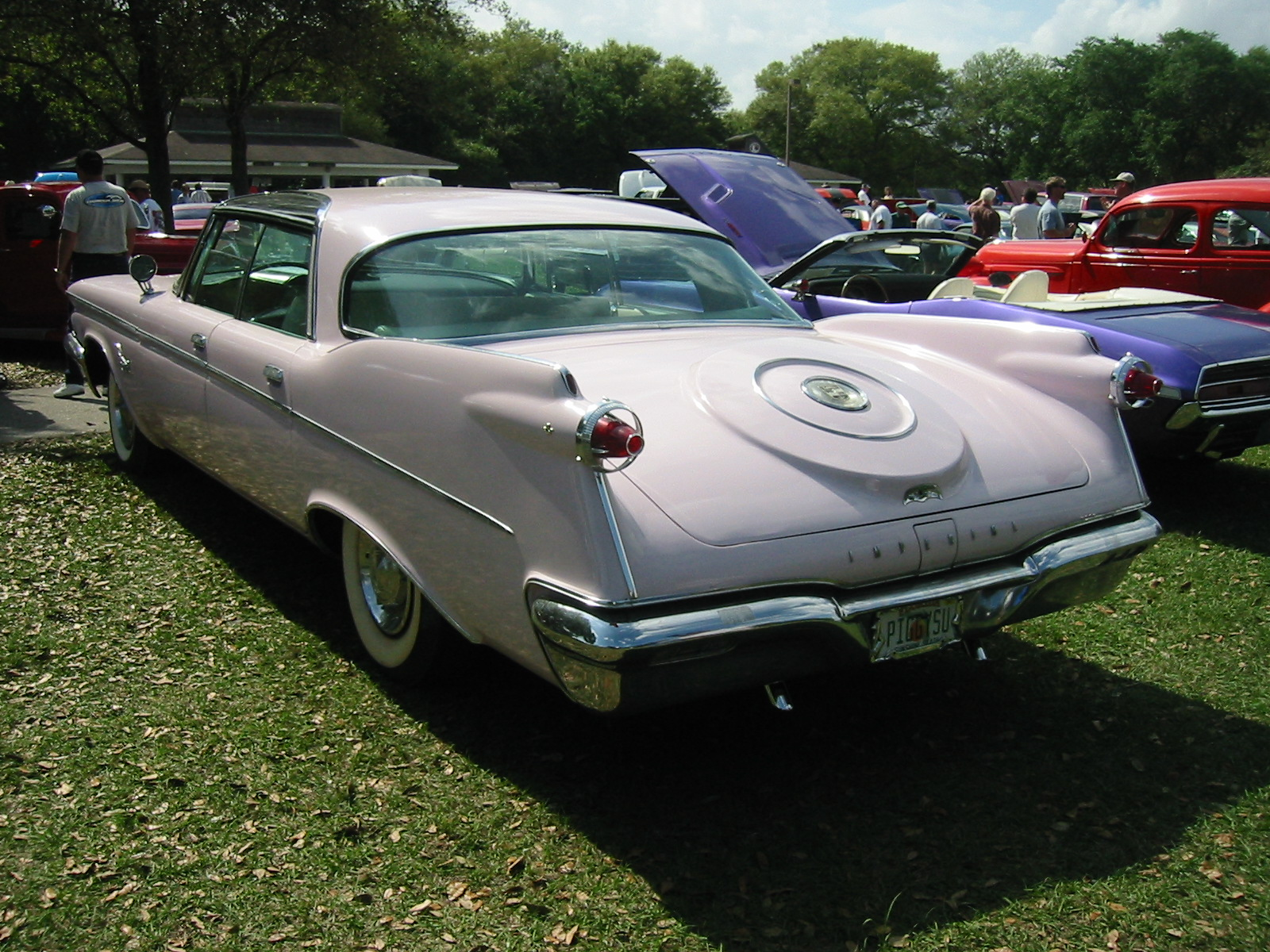

Імпіріел 1960 року запозичив сильно дутий стиль, який включав передню панель з ширяючим бампером, зяючою сітчастою решіткою радіатора, величезним хромованим орлом і прикритими капюшонами чотирма фарами, а також високі хвостові плавники. Високі плавники мали кулеподібні задні ліхтарі на вершині плавника, з хромованим кільцем навколо. Решітка радіатора і передній бампер моделі 1960 року містили великі шматки тяжкого хрому, і «борознисті брови» крил над подвійними наборами передніх фар надавали автомобілю громіздкого вигляду. Панель приладів мала дві великі круглі шкали спідометра та інших показників, об'єднаних в один блок. Спільно з більшістю іншої продукції Крайслера 1960 року, Імпіріел отримав нове сидіння типу «High-Tower» (висока вежа), спинка якого була окремо виділеною і піднятою над рештою частини переднього сидіння задля збільшення комфорту водія і підтримки плечей. Це триватиме до 1962 модельного року включно. Також в 1960 році Імпіріел повернув колеса з 15 дюймами в діаметрі з 14, які були стандартом з 1957 року. Імпіріели LeBaron тепер мали характерне менше «формальне заднє скло» задля більшого простору на задньому сидінні. Продажі збільшились до 17,719 машин. Імпіріел знову виявився довшим за Лінкольна, але більше ніколи не робив це знов. В той час як решта автомобілів лінійки Крайслера пристосувалась до цільної конструкції, Імпіріел зберігав свій кузов на рамній конструкції.

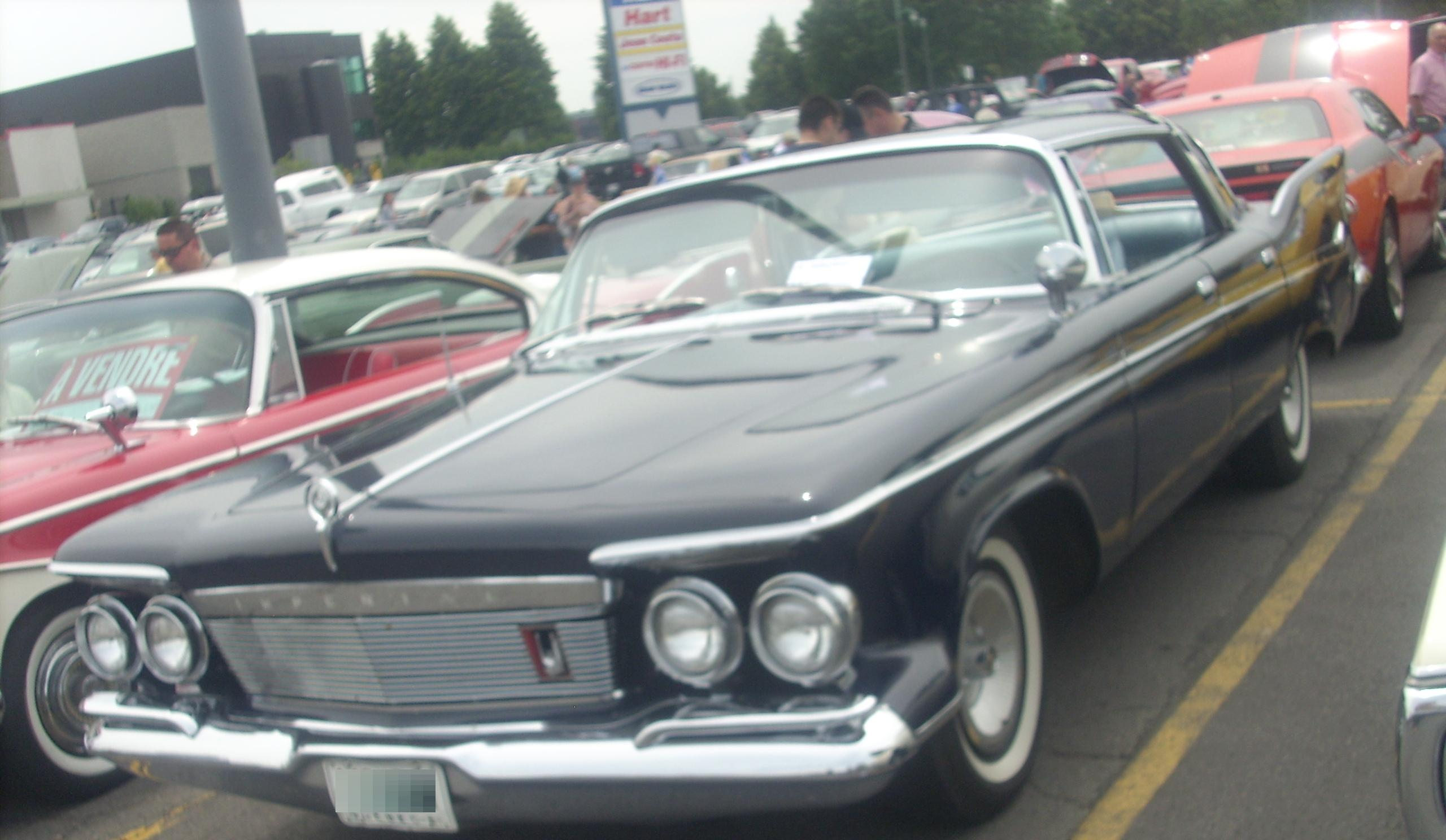
Модель 1961 року

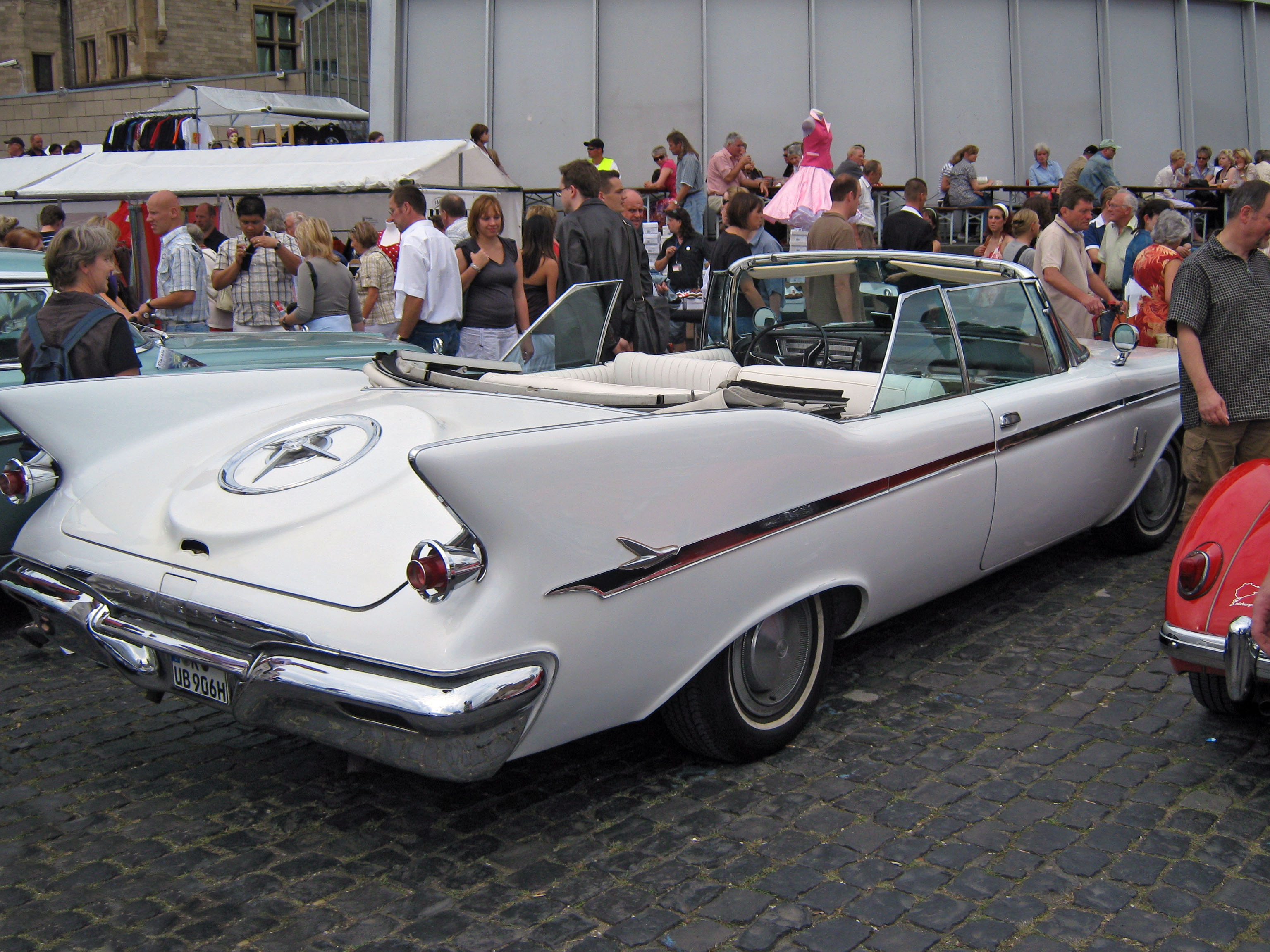

Модель 1961 року принесла повністю новий передок з окремо-стоячими фарами на коротких ніжках у нішах передніх крил (класичне повернення, вподобане Вірджилом Екснером), і найбільші задні плавники за весь час, на яких задні ліхтарі були зняті з верхнього краю і переміщені вниз, в кутову частину, і мали вигляд реактивних турбін. Всередині Імпіріел отримав покращене планування панелі з вертикально розташованим прямокутним блоком показників, зліва від якої розташовувався кнопковий селектор автоматичної коробки передач, а справа — клімат-контроль. Форма чотирьох-дверного седана зі стійками була скасована аж до 1967 модельного року. Окрім того, лише моделям 1961 року був властивий хрест на декоративній штамповці "під запасне колесо" на кришці багажника. Зі скороченням Лінкольна до 227.1 дюймів (який пізніше подовжився до 227.8 дюймів у 1963 році), Імпіріел знову став найдовшим базовим седаном, виготовленим в Америці аж до 1966 року. Продажі впали до 12,258 машин через незвичайний стиль моделі й продовжений поганий контроль якості збирання.

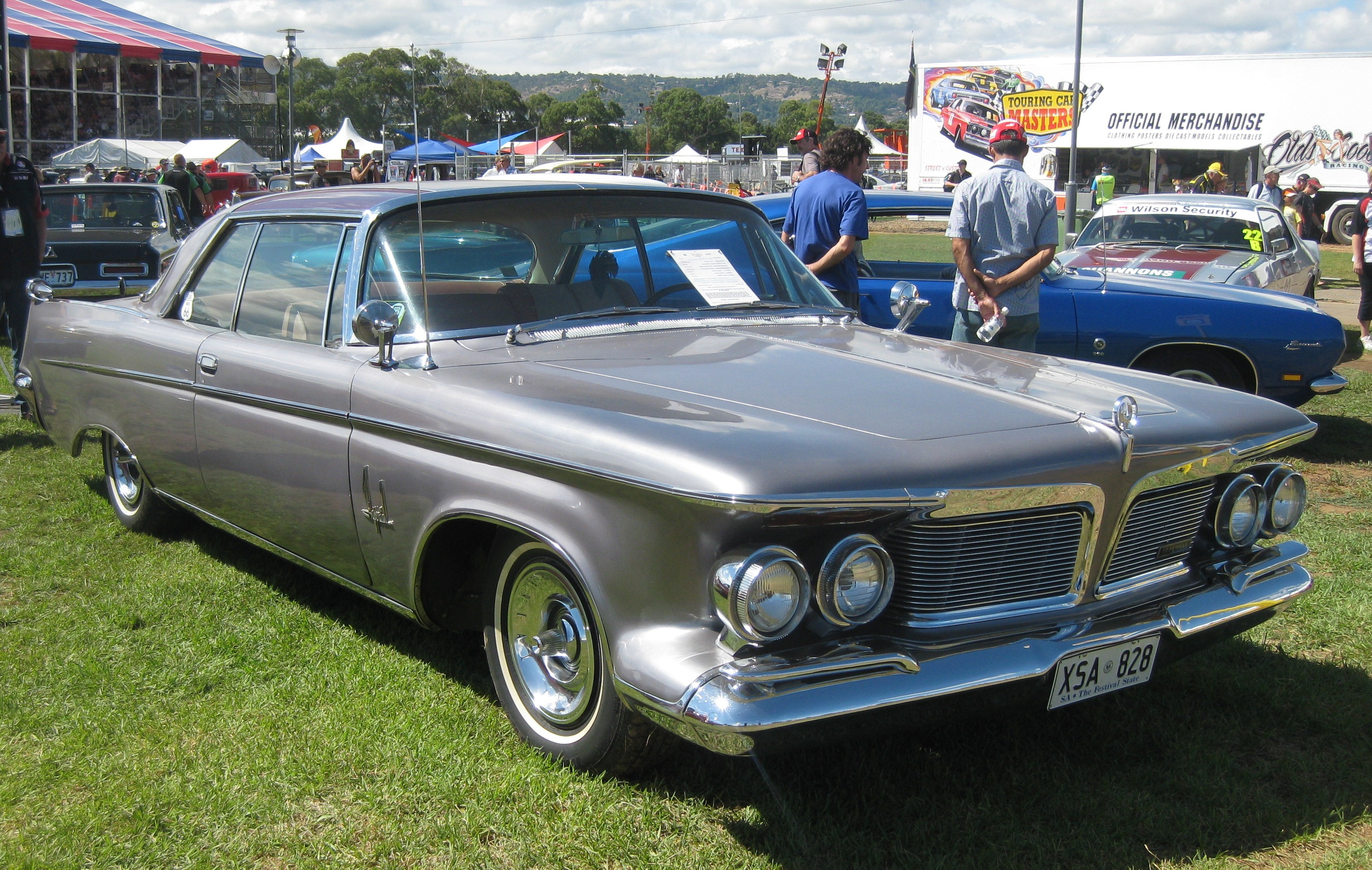
Модель 1962 року

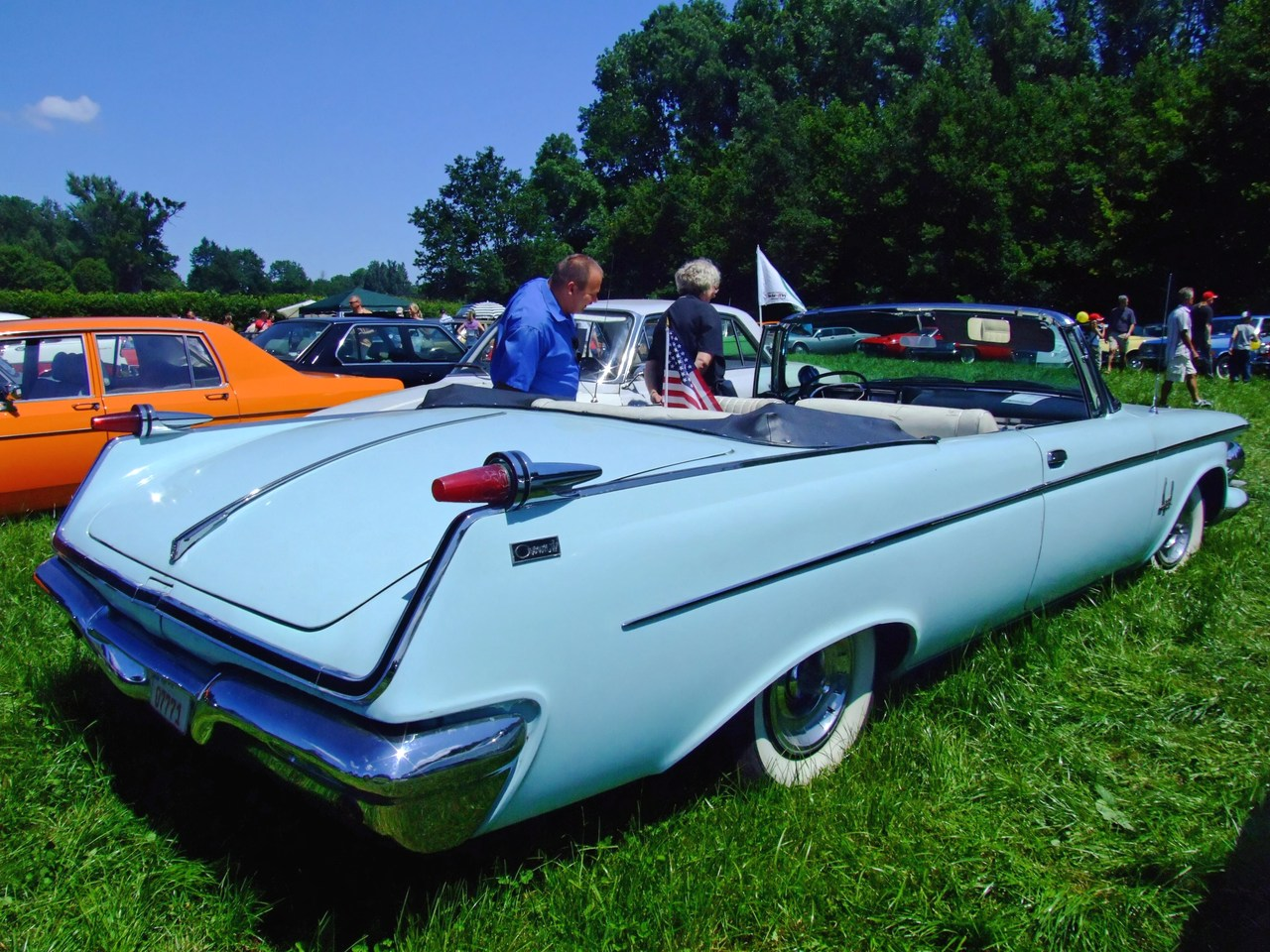

В 1962 році хвостові плавники майже повністю урізали, і закінчувались вони окремо-стоячими задніми ліхтарями у вигляді стрілецького прицілу, але ці були видовжені й обтічні. Передня решітка була розділеною, як на моделях 1955-56 рр., і вперше вмонтували круглу емблему з орлом на панель перед капотом. Моделі 1962 року мали нову, тоншу автоматичну трансмісію TorqueFlite A727, яка дозволила для себе менший «горб» в підлозі салону. Це дало більше комфорту пасажирам на центральній частині сидіння. Подвійний вихлоп тепер був стандартом лише на кабріолетах. Також 1962 рік позначився закриттям складального заводу, присвяченого Імпіріелу. Всіх пізніших Імпіріелів знову будували в тих самих об'єктах Джефферсон авеню в Детройті як і Крайслерів, так як продажі були недостатніми, щоб підтримувати окремий об'єкт. Виробництво 1962 року в сумі склало 14,337 машин. Незадовго до залишення Крайслера, Вірджил Екснер планував, щоб менший Імпіріел йшов в стилі разом зі зменшеним Mopar 1962 року, але ідею так ніколи й не втілили.

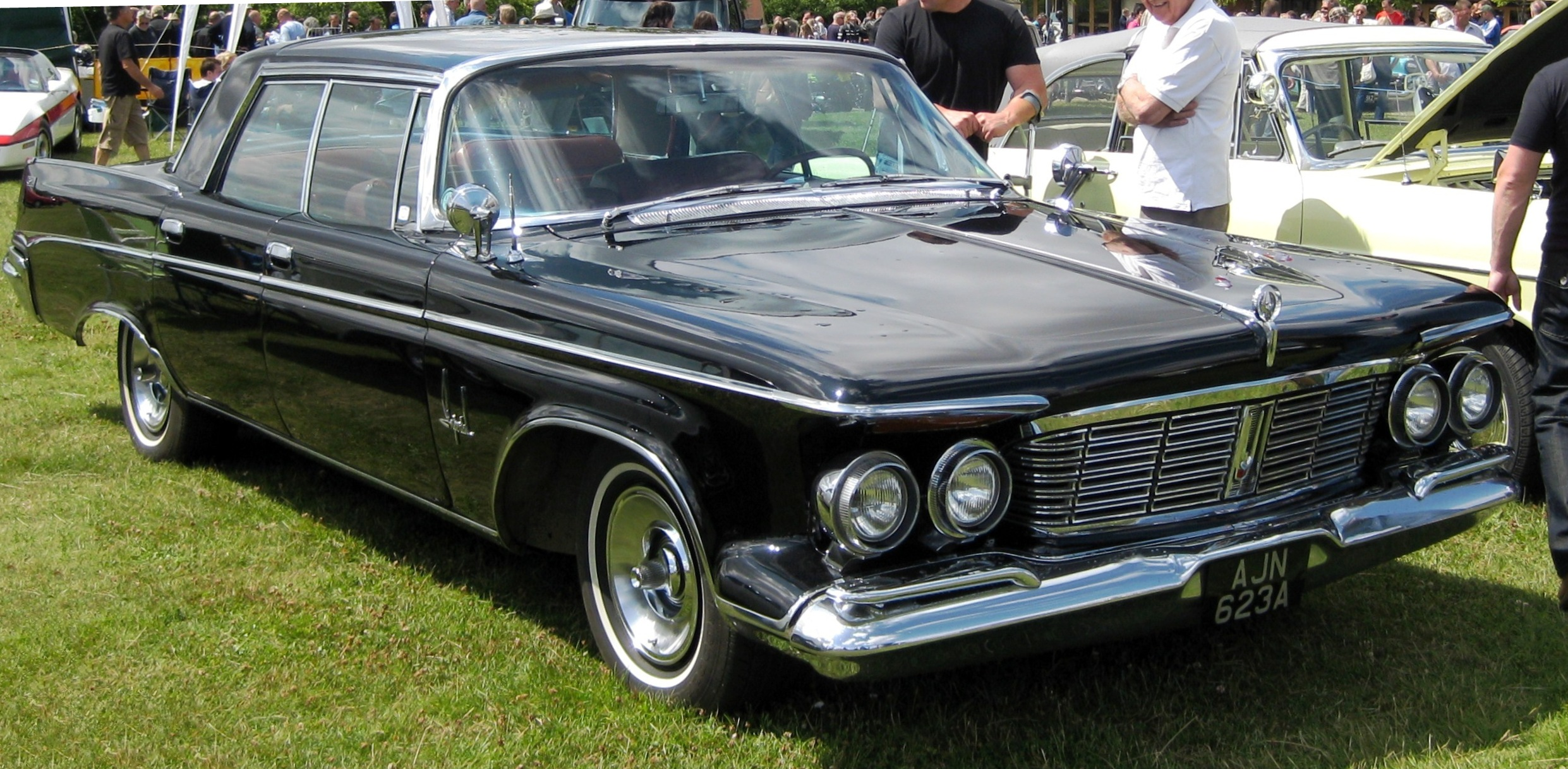
Модель 1963 року

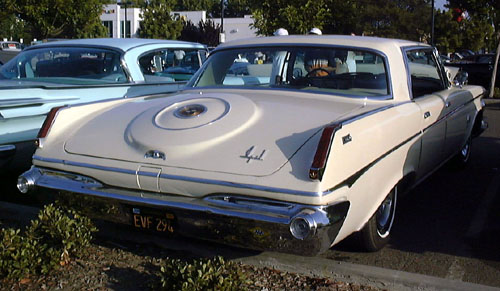

На моделях 1963 року знову зникла розділена решітка, яку замінив кластер хромованих прямокутників, і задні ліхтарі тепер були всередині задніх крил. На додачу, дизайнери переробили лінії даху базової моделі і Crown, дво- і чотири-дверні моделі стали більш кутастими з товстішими стійками. Моделі 1963 року були останніми, які мали стиль Вірджила Екснера, однак Елвуд Енджел почав застосовувати деякі з його власних дотиків до них, особливо у формі перероблених дахів базової моделі і Crown. Дахи моделі LeBaron залишались незмінними з формальним стилем і малим заднім склом. В сумі було випущено 14,121 машину в 1963 році.

## 1964–1966
Дизайн цього покоління був розроблений Елвудом Енджелом (Elwood Engel), який перейшов з люксового підрозділу «Форда» — «Лінкольна», завдяки чому модель аж до крайнощів нагадувала енджеловський Lincoln Continental 1961 року, революційний для свого часу. Ледь чи не єдиним елементом, успадкованим від попереднього покоління «Імпіріелів», було панорамне лобове скло — застаріле і яке взагалі не найкращим чином вписувалося в «рублений» дизайн автомобіля.

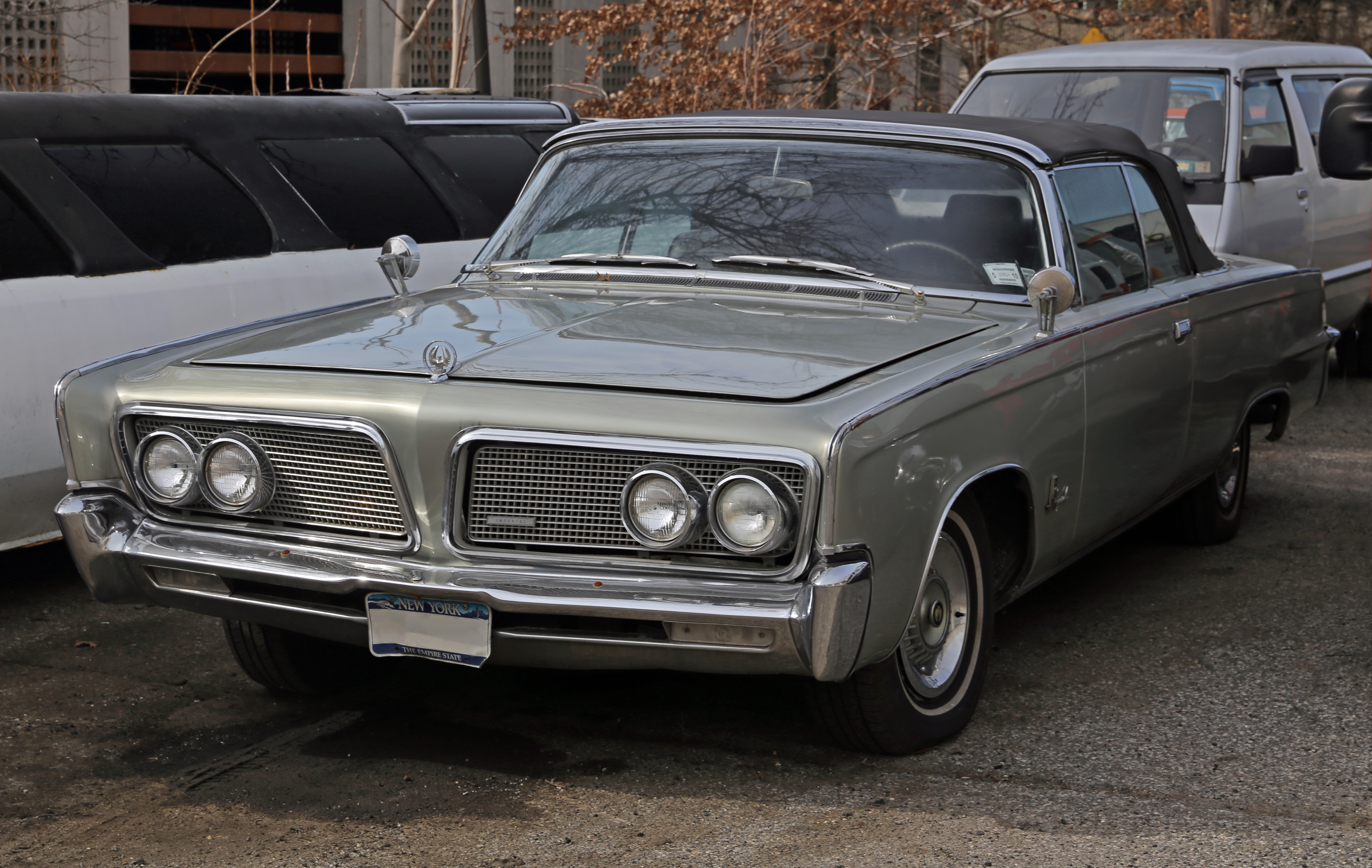
Модель 1964 року

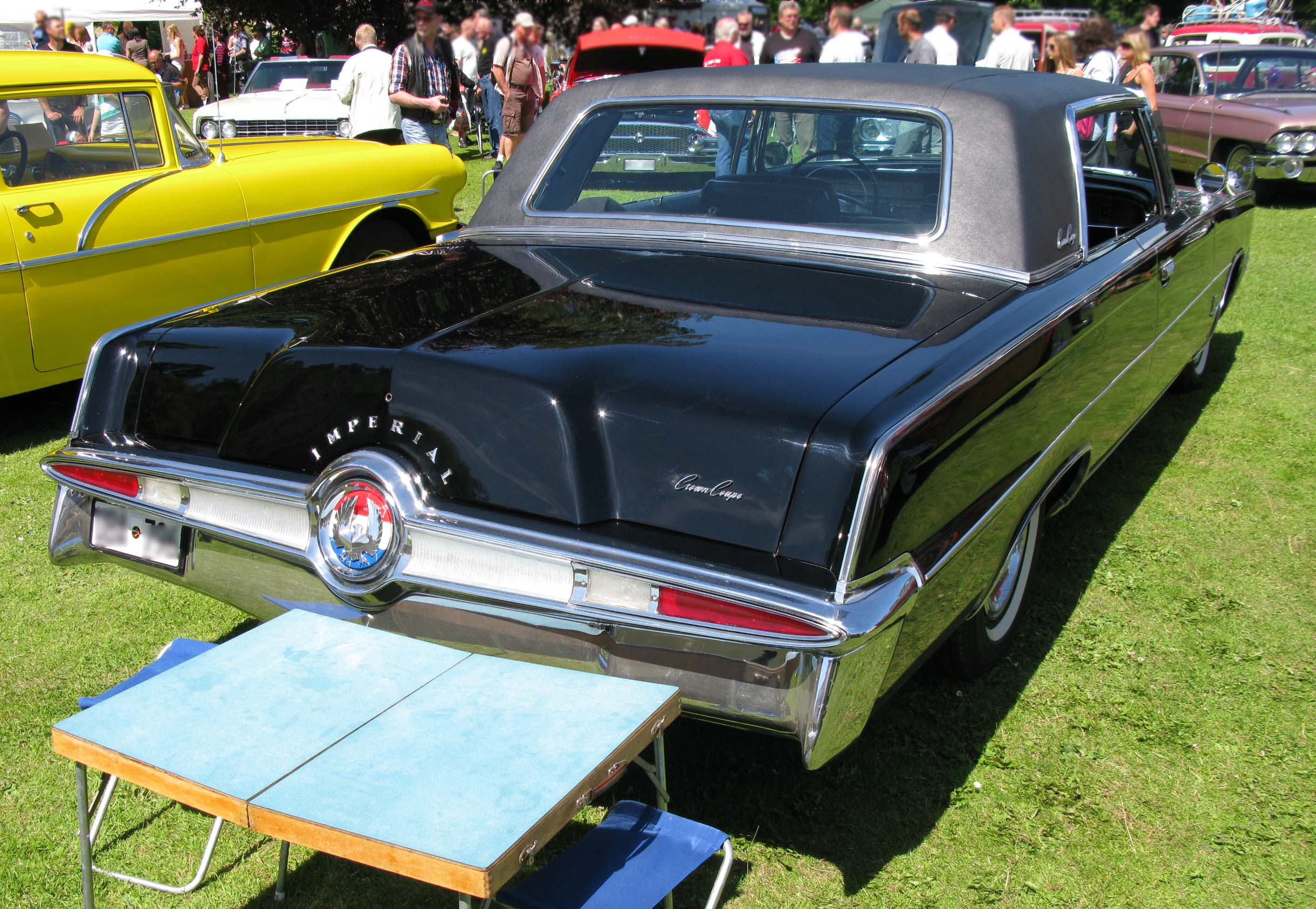

Імпіріели 1964 року були першими, яких розробив саме Енджел. Як і слід було очікувати, вони несли сильну схожість з моделлю Lincoln Continental. Панель приладів виглядала більш традиційною через квадратне кермо і були прибрані електролюмінісцентні прилади. Однак, там залишився стрічковий спідометр. Розділена решітка радіатора повернулась після року відсутності, і декоративна штамповка для запаски на кришці багажника поступилась квадратним виступом ззаду, який заходив вниз по задньому бампері. Великий патрон в центрі насправді був кришкою бензобаку, накритою великим орлом Імпіріела, з хромованими засувами, які йдуть назовні й закінчуються в задніх ліхтарях. Обігрів і розмороження, завжди популярна опція, тепер були стандартами.
Базової моделі Imperial Custom тепер не було; тепер доступні були автомобілі в кузові чотирьох-дверного хардтопу в оздобленнях Crown або LeBaron, або двох-дверного хардтопу в оздобленні лише Crown. В результаті, електричні склопідйомники тепер були стандартом на всіх Імпіріелах. Купе Imperial Crown пристосували менше «формальне заднє скло» у стилі LeBaron, яке було представлене в 1960 році, і обидва типи кузовів тепер можна було замовити з вініловим дахом. З виготовленими 23,295 автомобілями, 1964 рік був для Імпіріела другим найкращим підсумком за весь час. Гладка панель, електричні сидіння, підсилювачі керма і гальм та підголівники були стандартом. Новою опцією цього року було кермо з регулюванням.

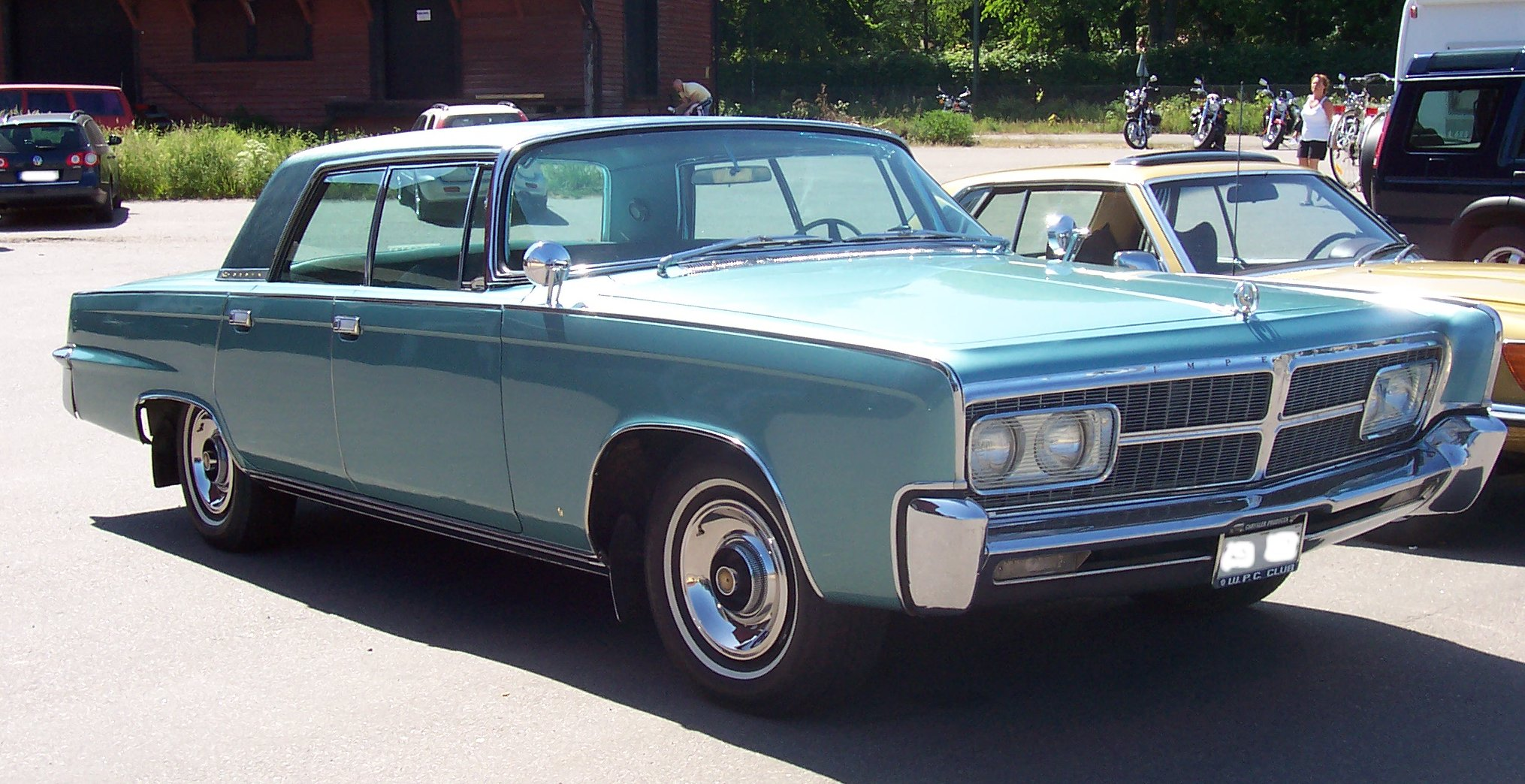
Модель 1965 року

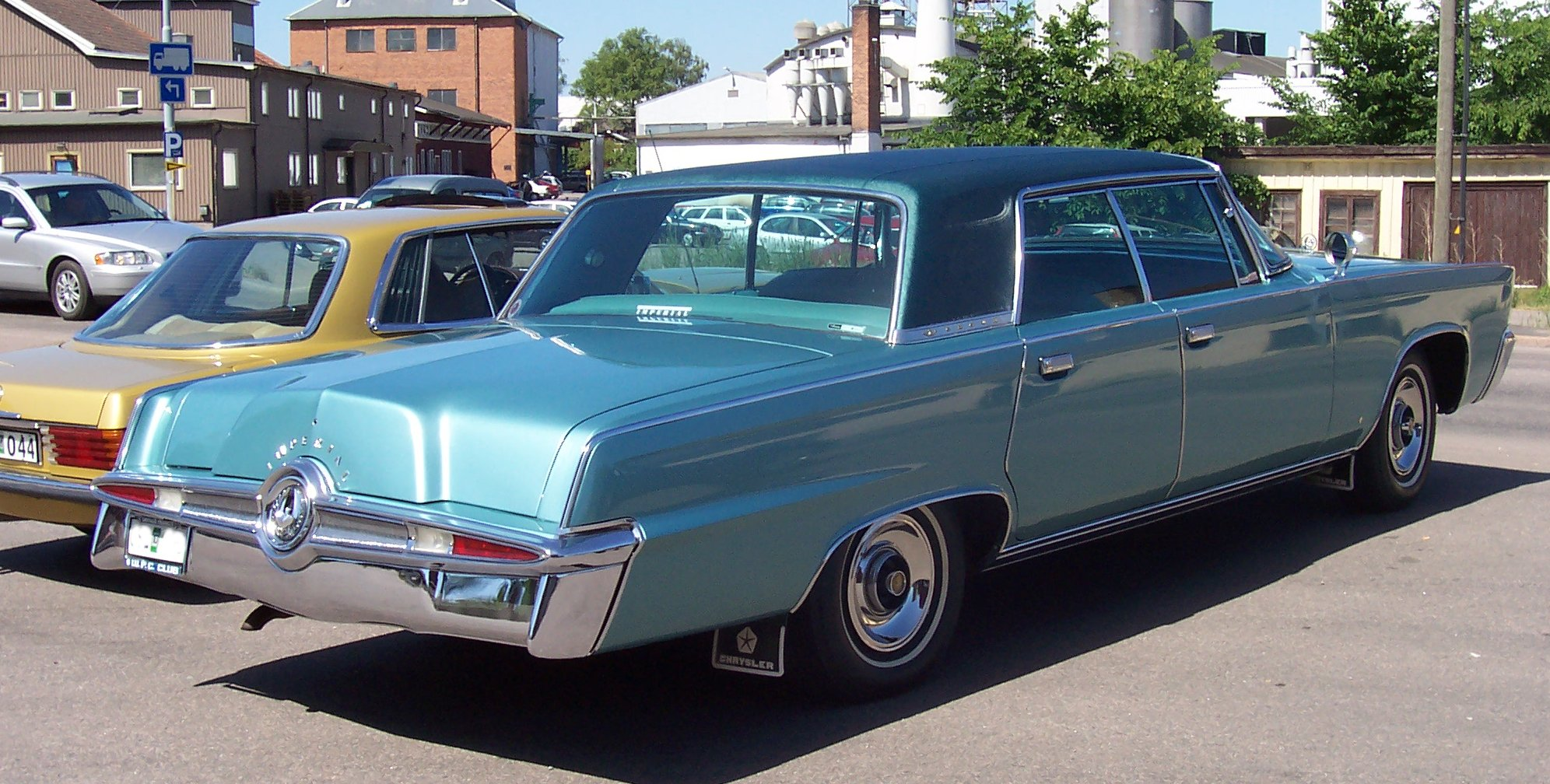

Зміни для 1965 року були значною мірою обмежені до передньої панелі й оздоблення і заміною кнопкової автоматичної трансмісії на більш звичайний важіль коробки передач на колонці керма. Розділену решітку прибрали і замінили великою хромованою поперечиною і обрамленням, і фари тепер були вмонтовані в решітці за скляними ковпаками (подібні до тогорічних моделей Крайслера 300 і New Yorker) з вирізаними горизонтальними лініями, які імітують решітку. Як вказано в літературі продажів, до інтер'єру було додане 100-річне оздоблення горіхом Claro. Виробництво підсумувалось 18,409 машинами.

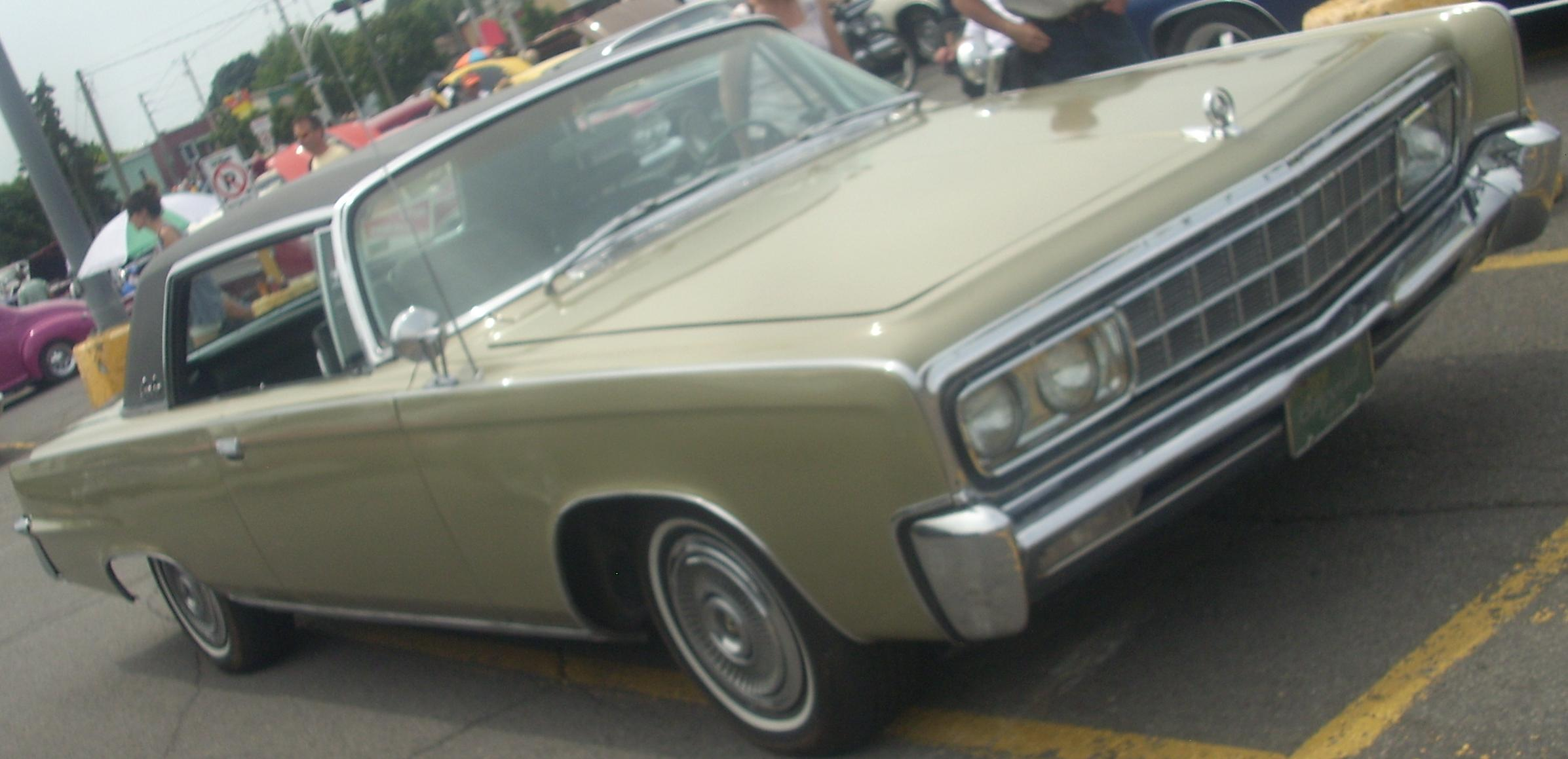
Модель 1966 року

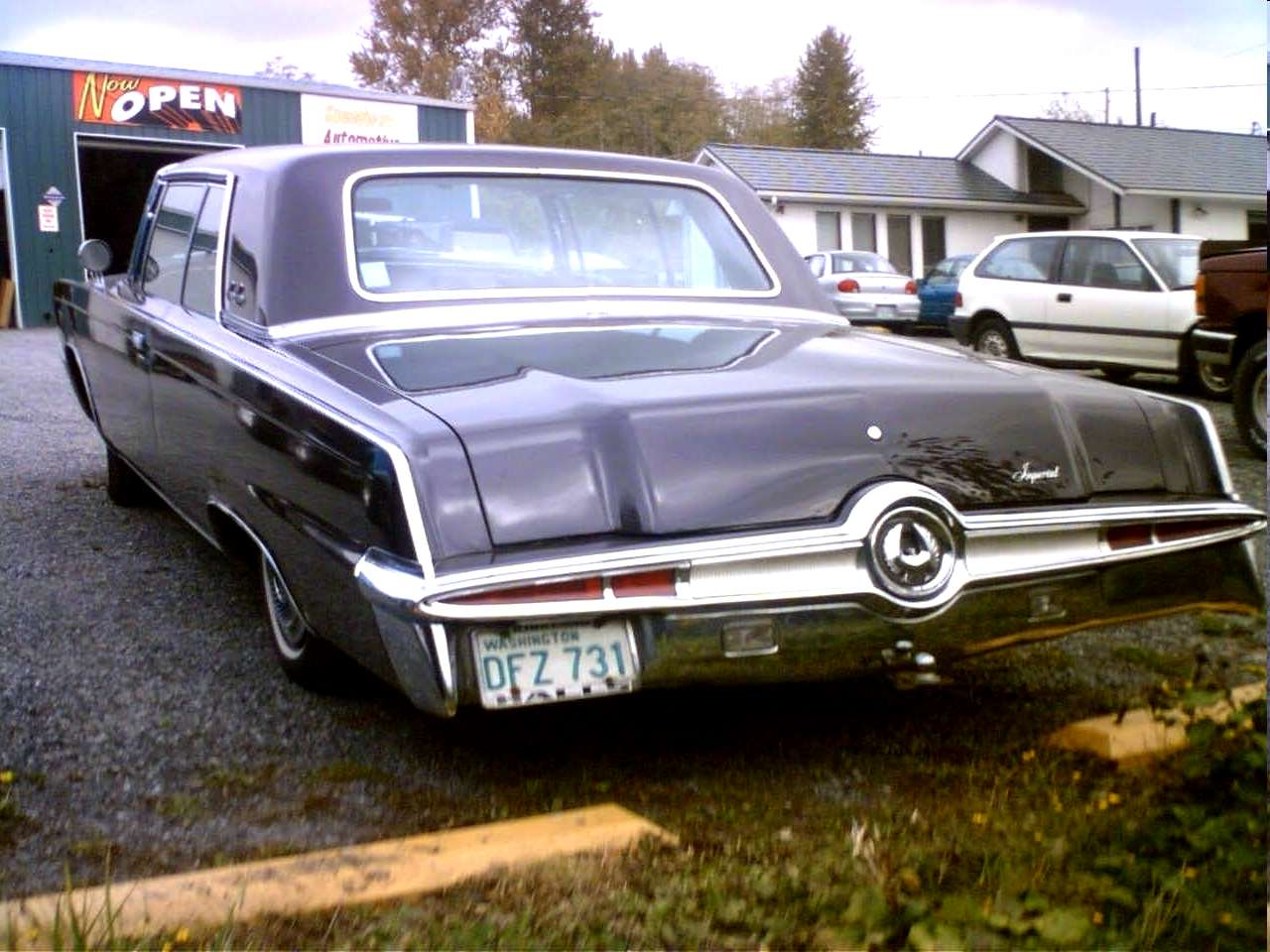

Це був останній рік для платформи Імпіріела, яка вперше була створена в 1957 році. Всі наступні роки по 1966 рік використовували ту саму базову платформу із щорічними змінами до листового металу кузова. Однак, Імпіріел все ще використовував панорамне вітрове скло, яке відкинула більшість інших автовиробників, коли майже всі вони одночасно зменшились в розмірах у 1961 році.
1966 модельний рік побачив зміну ніздрюватої решітки. Скляні ковпаки передніх фар втратили вирізані лінії, але отримали пару золотих смужок в 24 карати навколо периметру. Штамповка на кришці багажника стала більш квадратною з меншим написом Imperial збоку. Задні ліхтарі змістили до заднього бамперу. Оздоблення горіхом Claro, представлене роком раніше, використовувалось більш широко і буде заміненим наступного року. Двигун об'ємом 413 куб. дюймів (6.8 л), який був стандартним з 1959 року, був замінений двигуном 350 к. с. (261 кВт; 355 PS) 440 куб. дюймів (7.2 л).
Виробництво за рік склало 13,752 автомобілі. Був LeBaron 1966 року, який подарували Папі Павлу VI біля ООН в Нью-Йорку для власного користування. Також цього року, Імпіріел був основою для «The Black Beauty», арсенал для прокату ABC-серіалу «Зелений шершень», з Веном Вільямсом і Брюсом Лі в ролях. Чорний Imperial цього року також відновили для подарунку на річницю весілля Річарда «старця» Гаррісона на шоу каналу History, Ломбарди Зірок.

## 1967–1968
З погляду дизайну відбулось лише порівняно невелике оновлення стилістики попереднього покоління, зумовлене бажанням піти від надто прямого копіювання вигляду «Лінкольна».
Однак технічно це була цілком інша машина — якщо раніше «Імпіріели» будувались на повністю окремій від всіх інших автомобілів Chrysler Corporation рамній платформі, нове покоління отримала несучий кузов, як в масових моделей фірми.

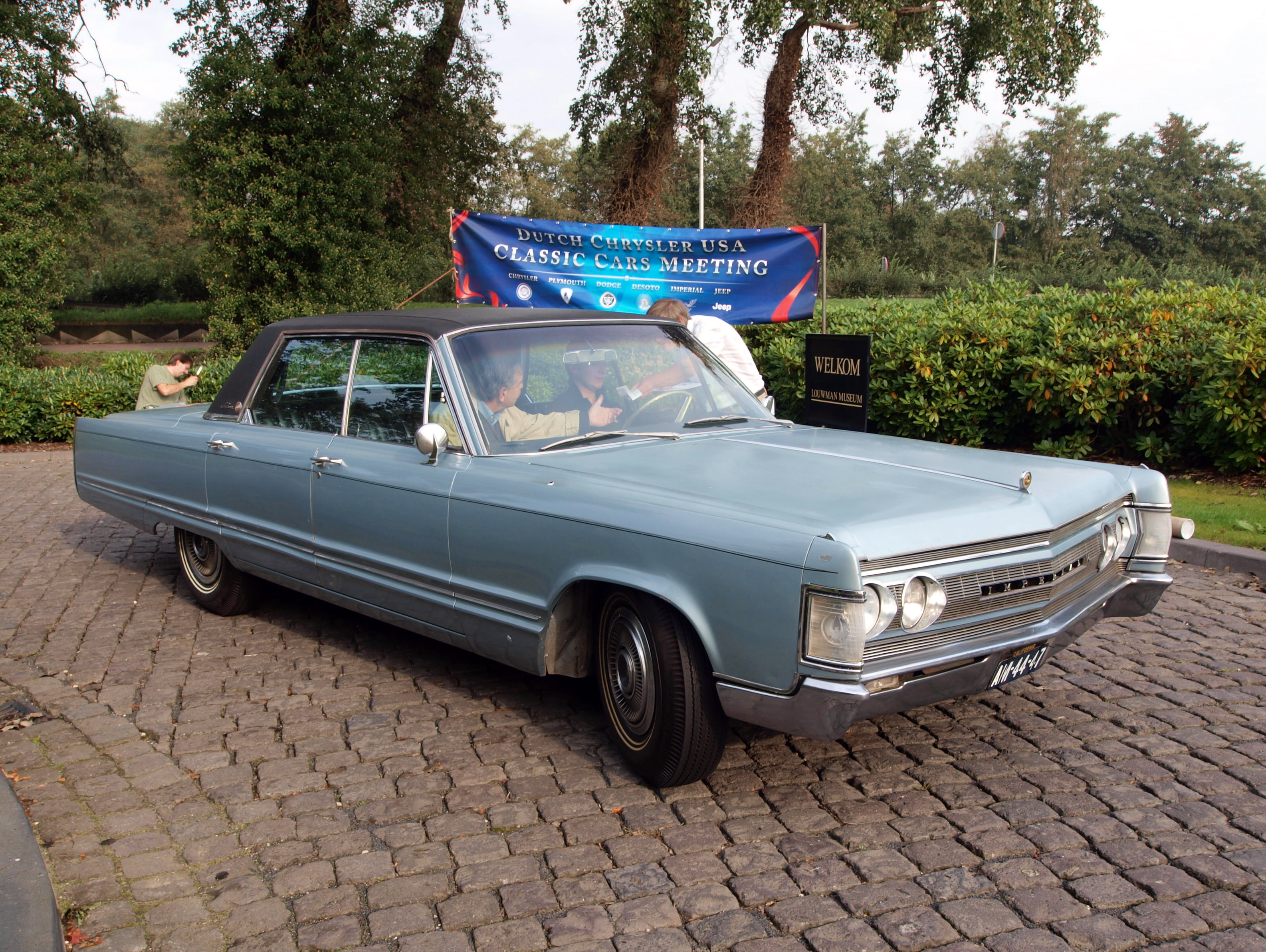
Модель 1967 року

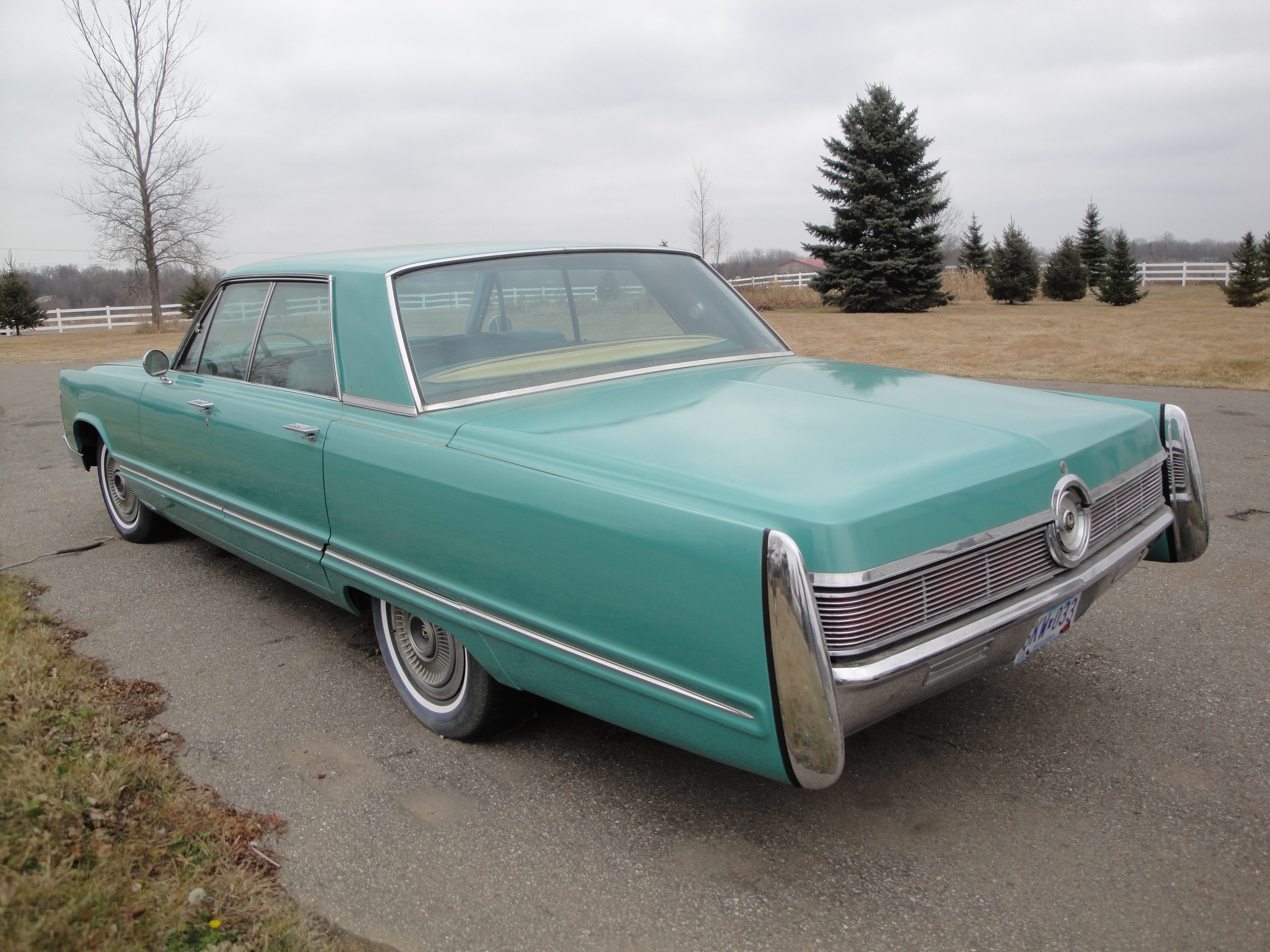

Імпіріели ділили цільну платформу з іншими повнорозмірними Крайслерами, але зберігали унікальний кузов. Стиль загалом зберігся прямолінійним, з гострими краями від Енджела, але було дуже багато змін в деталях, призначені для того, щоб Імпіріел був менш подібним на Лінкольна і більше на себе. Штампування під запасне колесо ззаду повністю зникло, щоправда патрон залишився. Задні ліхтарі, які займали практично всю ширину, стали ширшими, більш прямими, але закінчувались до задніх крил з хромованим кінцем. Передок був дещо подібним до моделі 1966 року, щоправда зникли скляні ковпаки фар. Базова модель Імпіріела, яку називали просто Імпіріел, вперше повернулась з 1963 року, змагаючись з моделями Crown і LeBaron. Він включав кабріолет, який, як і раніше, називався Crown, і перший чотирьох-дверний седан зі стійками від 1960 року. Подвійний вихлоп більше не був стандартом на кабріолетах. Єдиний спосіб його отримати було замовлення версії «TNT» для 440-сильного двигуна, опція, яка обіцяла більше потужності.
Опцією для купе Crown був Мобільний Директор. По суті, це було переднє пасажирське сидіння, яке поверталось обличчям назад і над заднім сидінням розкладався малий столик з ліхтарем високої інтенсивності. Ідея полягала в тому, що «діловий пасажир» міг обернутись і працювати під час їзди до офісу, або він міг сидіти ззаду водія і секретарка могла писати під диктовку, сидячи оберненою до нього назад на передньому сидінні. Концепція виникла з моделі Mobile Executive Show Car 1966 року, яка являла собою Imperial Coupe з обладнаним телефоном, диктофоном, столиком для письма, друкарською машинкою, телебаченням, лампою для читання і стереосистемою. Крайслер також використав ідею поворотного назад переднього сидіння в показовому авто 300X. Вартістю в $597.40 ($317.60 в 1968 році), в час, коли ціна на купе Crown починалась з $6011, це була дуже дорога опція. Таки чином в сумі було замовлено тільки 81 купе Crown в такій комплектації, і лише жменька з них існує сьогодні. Опцію скасували в кінці 1968 модельного року. Продажі збільшились до 17,614 машин.

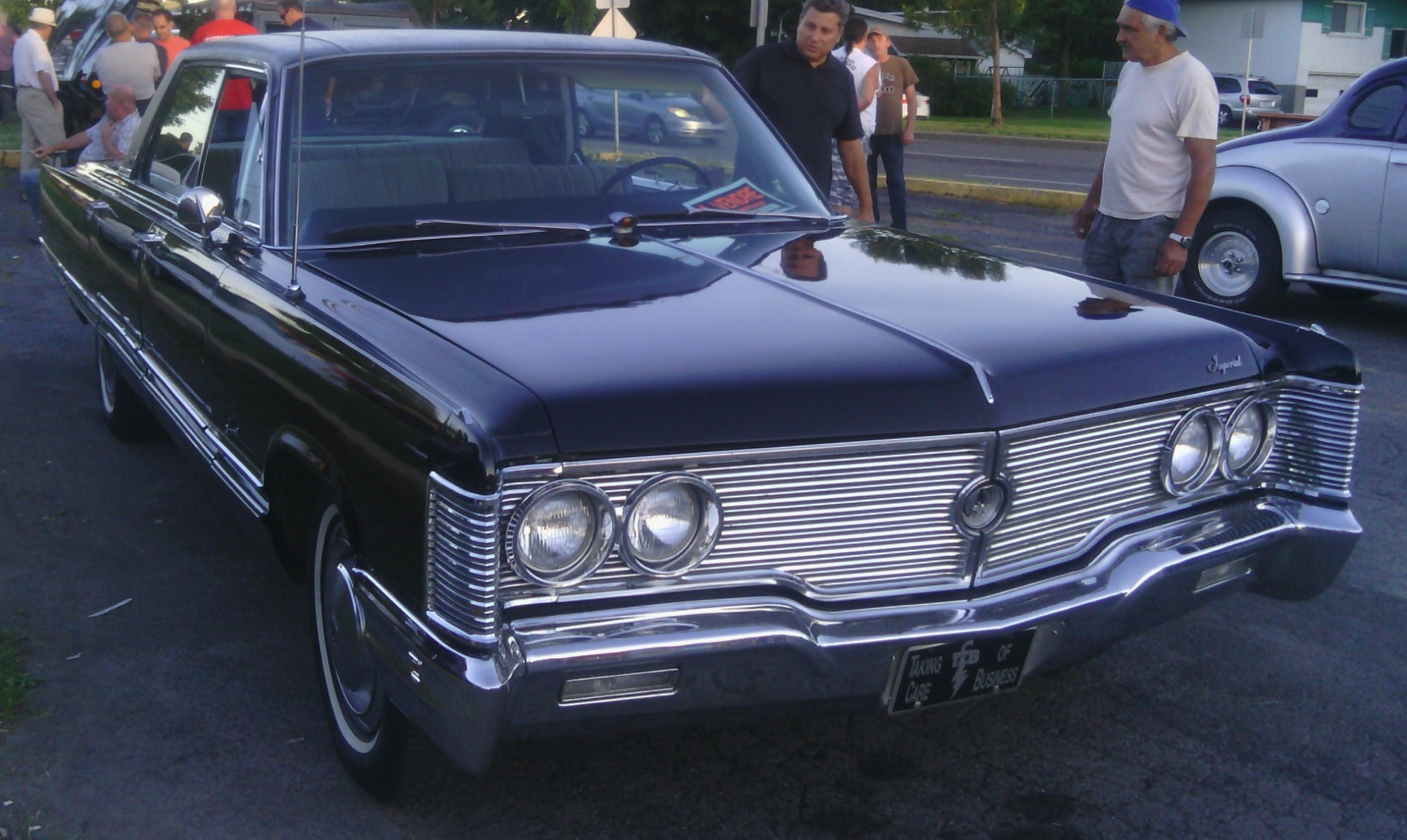
Модель 1968 року

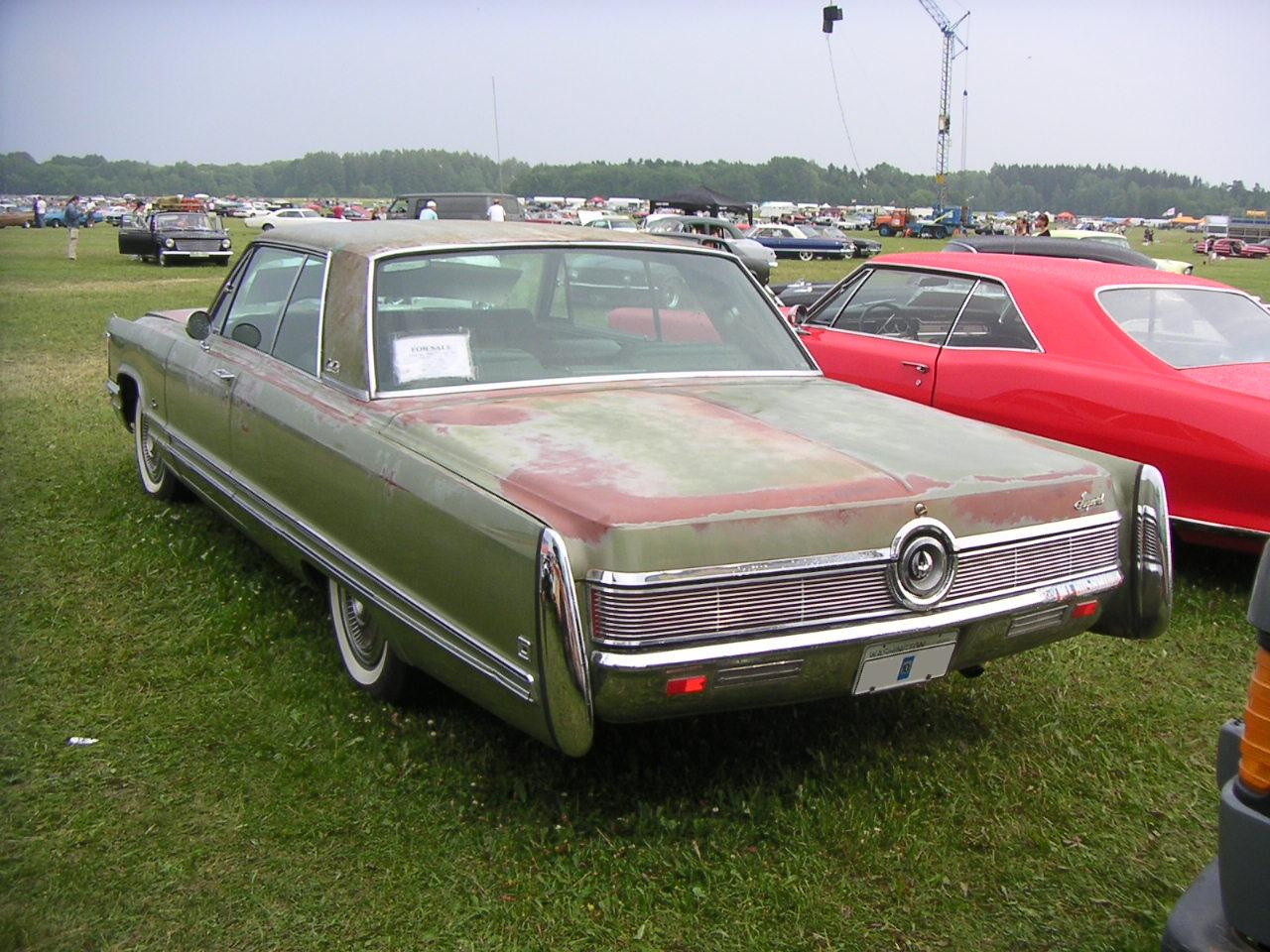

Імпіріел 1968 року був мало зміненим від попередньої моделі. Решітку змінили на яскраво хромовану з тонкими горизонтальними прутами, розділеними посередині вертикальним хромованим стержнем і круглим знаком орла Imperial. Ззаду над ліхтарями зникли горизонтальні лінії. Всі моделі 1968 року мали федерально-введену енерго-поглинаючу колонку керма. Базова комплектація була скасована після річного перебування і кабріолет з чотирьох-дверним седаном стали частиною комплектації Crown. Це також був останній рік для кабріолета Імпіріел. Було продано в сумі 15,367 Імпіріелів у 1968 році.

## 1969–1973
«Імпіріели» цих років розвивали спільно-корпоративну «фюзеляжну» стилістичну тему. В цьому році був зроблений крок в сторону подальшої девальвації марки — хоча передній звис «Імпіріела» був довшим, ніж в «Крайслерів», на декілька дюймів, вся решта кузова після передніх колісних арок насправді виявлялась абсолютно тим самим, що й у масових моделей.
1971 рік був ознаменований сумною для багатьох прихильників марки подією — хоча Imperial продовжував залишатися окремим брендом, щиток на багажнику автомобіля тепер свідчив — IMPERIAL by Chrysler. З самого початку самостійного існування марки й до цього моменту назва «материнської» компанії на автомобілях Imperial не зустрічалось. Зник і фірмовий логотип — позолочений орел — з капоту, замінений на напис IMPERIAL.

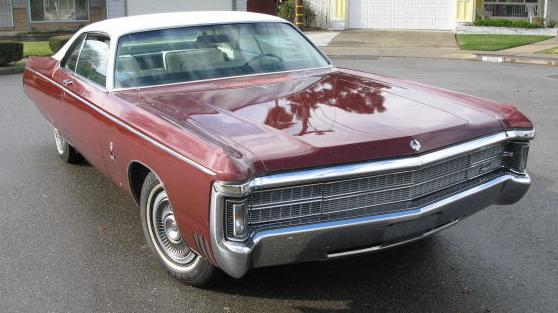
Модель 1969 року

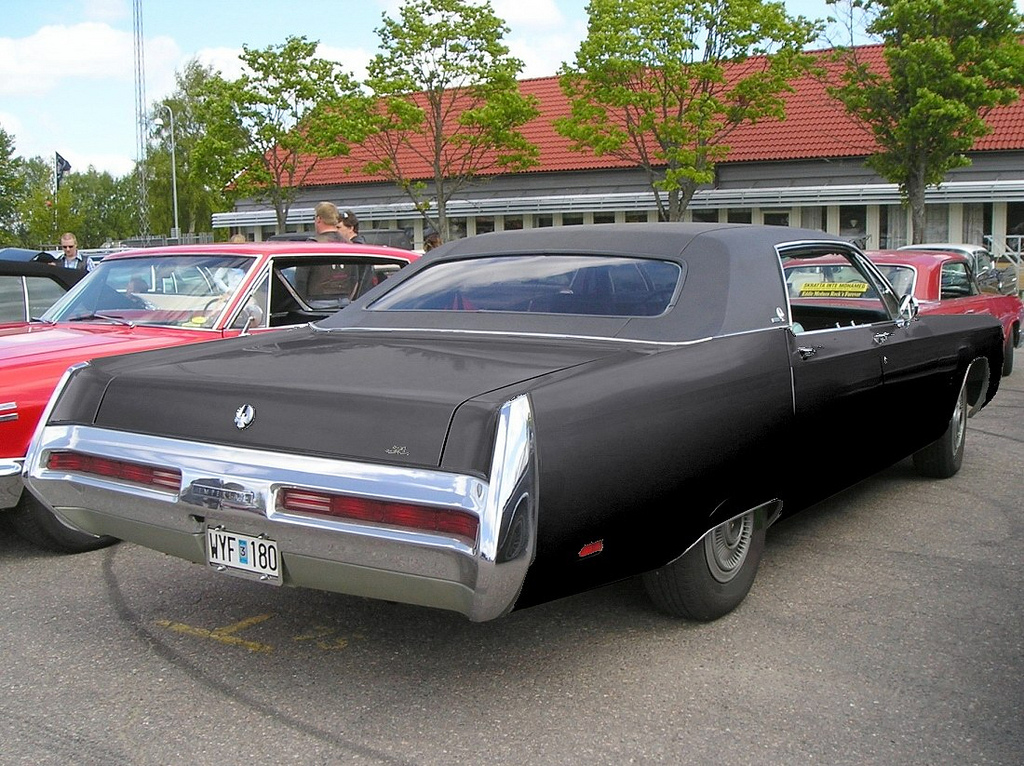

Йдучи в ногу з часом, зовнішність була гладкішою, зі зниженим, більш витонченим оздобленням. Вперше фари були приховані за дверцятами, надаючи модного вигляду в часи решітки на всю ширину з використанням «петельних» бамперів. Лише в цьому році Імпіріел мав послідовні поворотні сигнали. 1969 рік був останнім для седанів зі стійками, а також був першим для купе моделі LeBaron. В довжині 229.7 дюймів Імпіріел знову став найдовшим базовим автомобілем американського виробництва, і залишиться таким аж до 1973 року, коли встановить повоєнний рекорд довжини базового автомобіля. Було виготовлено 22,083 машини, що стало третім найкращим роком для марки Imperial.

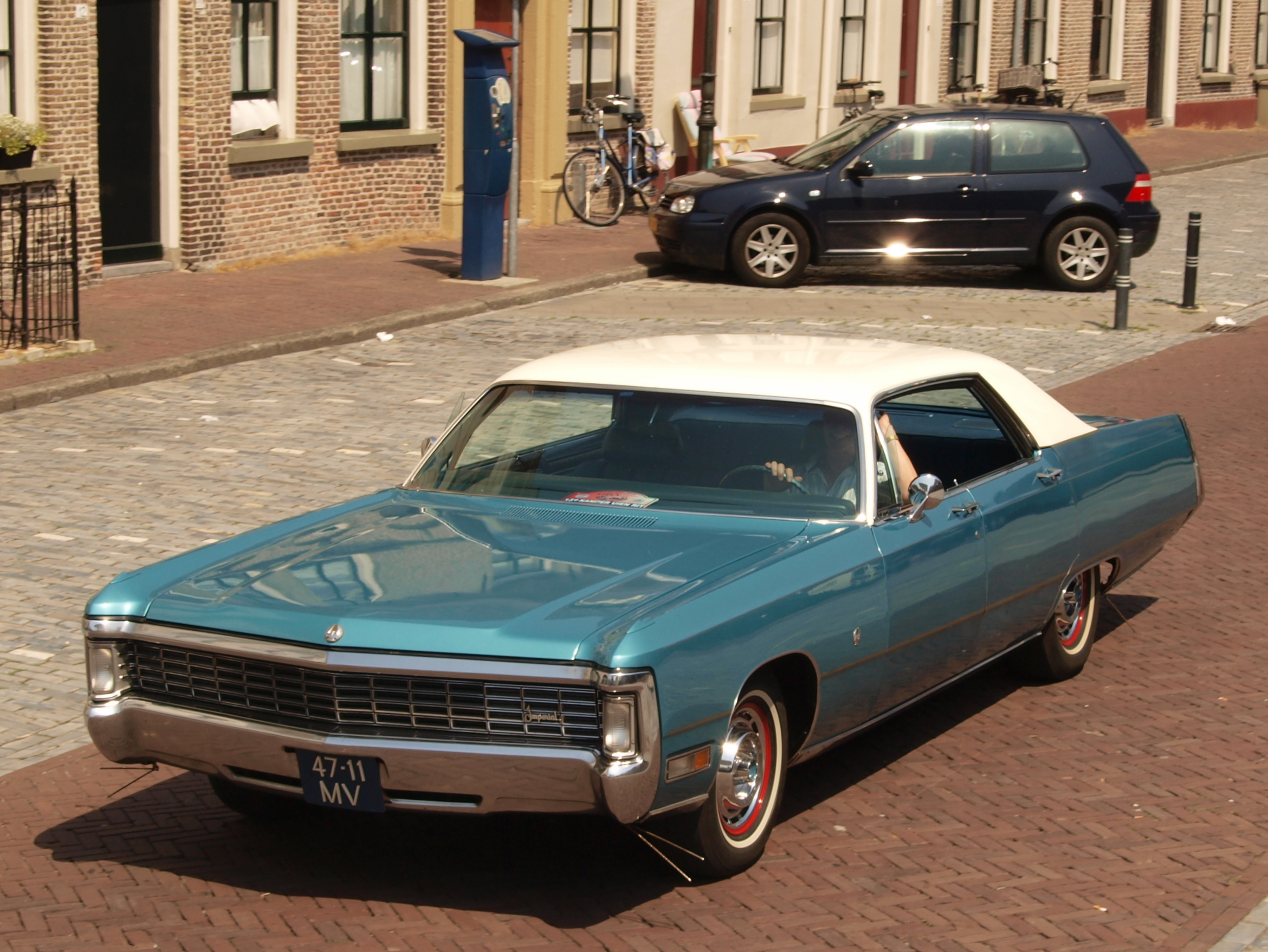
Модель 1970 року

Моделі 1970 року відрізнялись дуже мало. Рисунок решітки змінили більшим ніздрюватим дизайном; передні кутові ліхтарі тепер були прямокутними замість рисунку «зябра акули» 1969 року. Широка хромована смуга була додана на пороги, бокову вінілову прикрасу зробили опцією, і (лише для цього року) зникли молдинги крил. Це був фінальний рік для серії Crown; після цього Імпіріел мав лише дві моделі, LeBaron хардтоп седан і купе. Було виготовлено 11,822 машини в 1970 році.

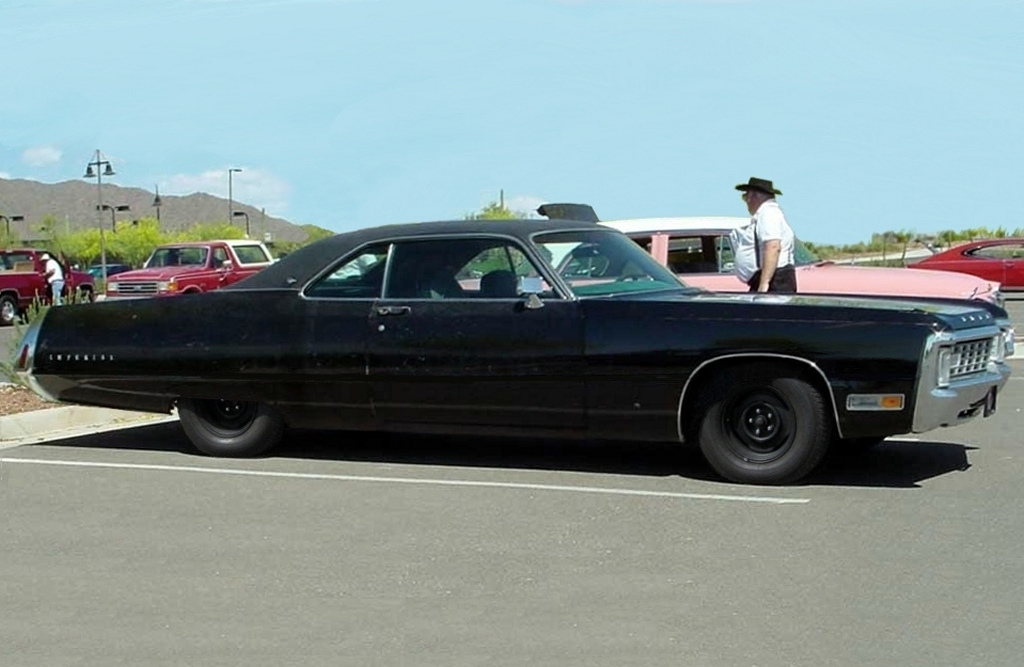
Модель 1971 року

Для 1971 року орел Імпіріела спереду на капоті прибрали і замінили словом IMPERIAL; знак на кришці багажника вперше говорив «IMPERIAL by Chrysler». Імпіріел 1971 року відомий тим, що був першою машиною в Америці з анти-блокувальною системою (ABS) від Bendix, рідко вибіркова опція того часу. Jensen FF 1966 року з Англії був першим у світі автомобілем з ABS. Обидві моделі мали ABS майже десятиліття перед тим, як його встановили на Mercedes-Benz S-Class, якого вважають першим автомобілем з ABS, в 1978 році. Було виготовлено 11,569 Імпіріелів 1971 року.
Хоча вініловий верх був стандартом, унікальний вініловий верх з візерунком пейслі в бордовому кольорі був доступний як опція на короткий час на бордових автомобілях. Про нього ходили чутки, що цей верх фактично був відбитий на рваному візерунковому вінілі «Mod Top», який був доступний на деяких моделях Dodge і Plymouth в 1969 і 1970 році, але, згідно з Джеффрі Годшеллом, дизайнером Крайслера і недавнім співробітником журналу Collectible Automobile, це було не так. Із впливом на елементи, бордовий відбиток бляк, і рисунок став бути помітним у фіолетовому візерунку «пейслі». Крайслер замінив багато уражених дахів або білим, або чорним стандартним вінілом, але деяким з них вдалося вижити.

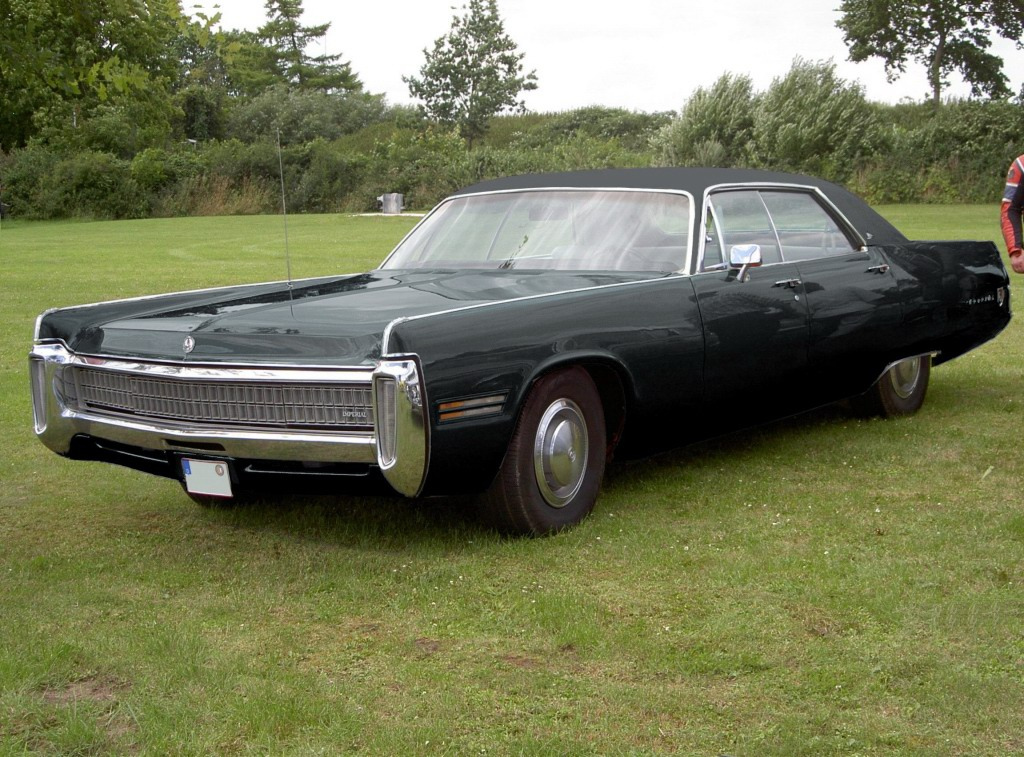
Модель 1972 року

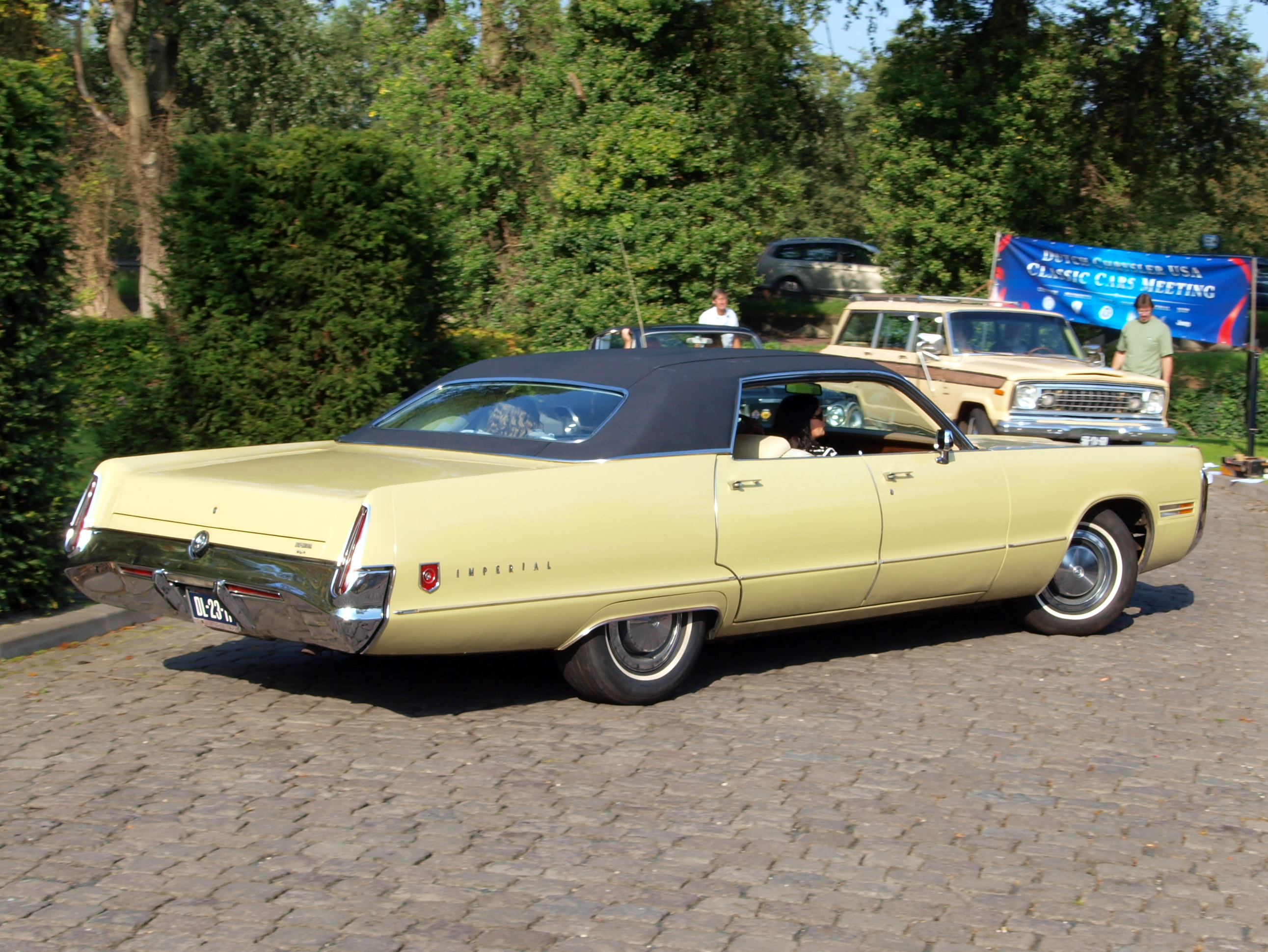

Лист металу був цілком новим для 1972 модельного року, хоча стиль був еволюцією фюзеляжного. Модель 72 року виявилась більшою і тяжчою у всьому порівняно з моделями 69-71 років і мала дещо більш округлий боковий профіль з характерною лінією знизу збоку і хромованим оздобленням на верхніх швах крил від заднього скла. Передня панель була повністю новою і вражаючою на вид, і ззаду вперше були краплеподібні ліхтарі, тоді як задні бокові габаритні ліхтарі були у формі щитів з орлами на них. Продажі збільшились до 15,796 машин.

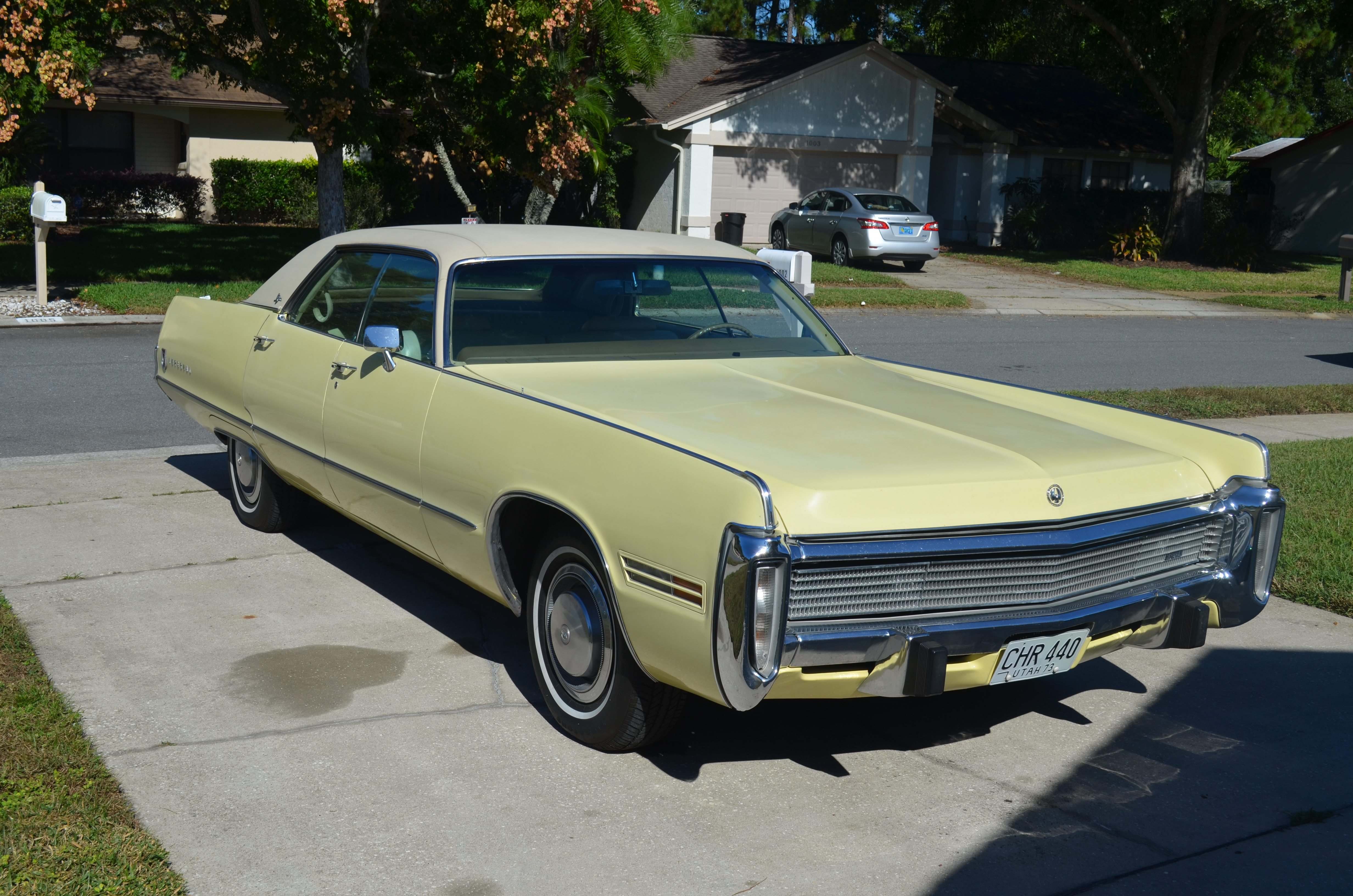
Модель 1973 року

Модель 1973 року отримала нові федеральні стандарти для бамперів задля запобігання пошкодження. Це означало те, що Імпіріели отримали великі гумові ікла на передні й задні бампери, додавши 5.8 дюймів (147 мм) до довжини авто, роблячи його найдовшим автомобілем в Північній Америці для цього року і найдовшим повоєнним базовим автомобілем довжиною в 235.3 дюймів (5,977 мм). Так як 1973 був загалом добрим роком для автомобільної промисловості, 16,729 Імпіріелів 1973 року було збудовано і продано. Два повністю чорні седани LeBaron доставили в Секретну службу США, яка потім передала їх в ательє Hess & Eisenhardt, які переробили їх в лімузини для президентського використання.

## 1974–1975
Вклавшись до 1974 модельного року в масштабний рестайлинг своїх флагманських автомобілів, «Крайслер» не отримав суттєвого оживлення інтересу до марки Imperial, що призвело до припинення виробництва автомобілів під нею по закінченні двох повних модельних років.
Тим не менш, топова модель «Крайслера» 1976-78 років — New Yorker Brougham — яка збиралась в тому ж самому кузові, по суті, була повним аналогом «Імпіріелів» попередніх двох років, за виключенням відсутності шильдиків цієї марки. Базова комплектація при цьому була трохи знижена, але більшість покупців однаково замовляли виключені з неї елементи, як додаткове обладнання. Тому топові «Крайслери» тих років серед фанатів марки Imperial вважаються свого роду «неофіційним продовженням» цієї серії.

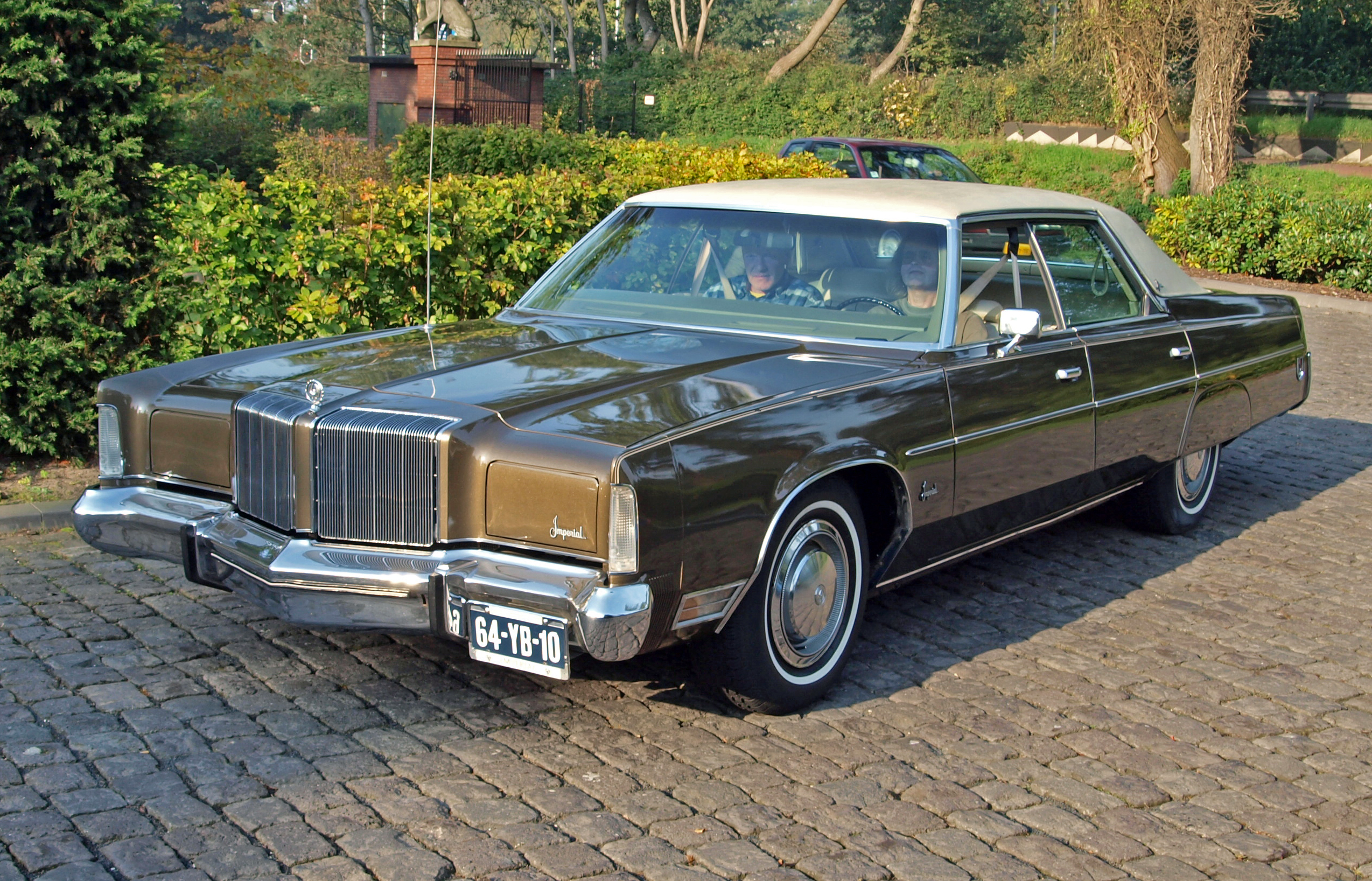
Модель 1974 року

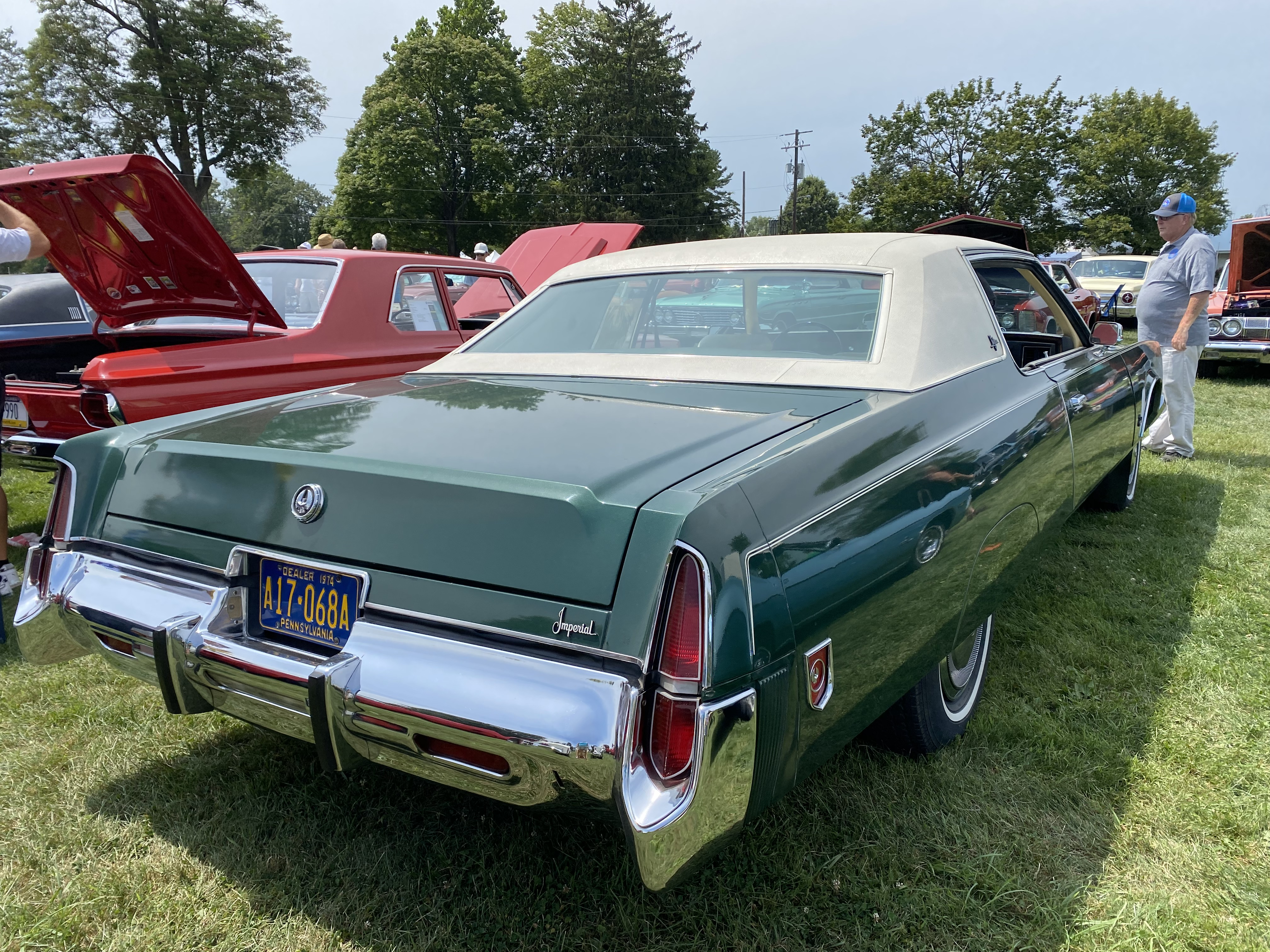

З повним ефектом паливної кризи 1973 року, яку тоді міцно відчували, 1974 був поганим роком для економіки США (і для автомобільної промисловості також). Це був рік 50-ї річниці Крайслера і фінальний редизайн повно-розмірного Імпіріела. Імпіріел 1974 року був першим регулярним американським легковим автомобілем, на який пропонували дискові гальма на всі чотири колеса від часів моделі Chrysler Imperial 1949–1954, Крослі 1950–1952 і Шевроле Корветів, які почали застосовувати їх в 1965 році. Система запалювання Імпіріела була електронною, також перша на ринку, як і опційна сигналізація. На додачу до двох регулярних моделей LeBaron 1974 року, також випускали 2-дверний LeBaron Crown купе 50-ї Річниці, якого закінчували в кольорі Golden Fawn; збудували лише 57 машин, роблячи загальний підсумок в 14,483 екземпляри в поточному модельному році.

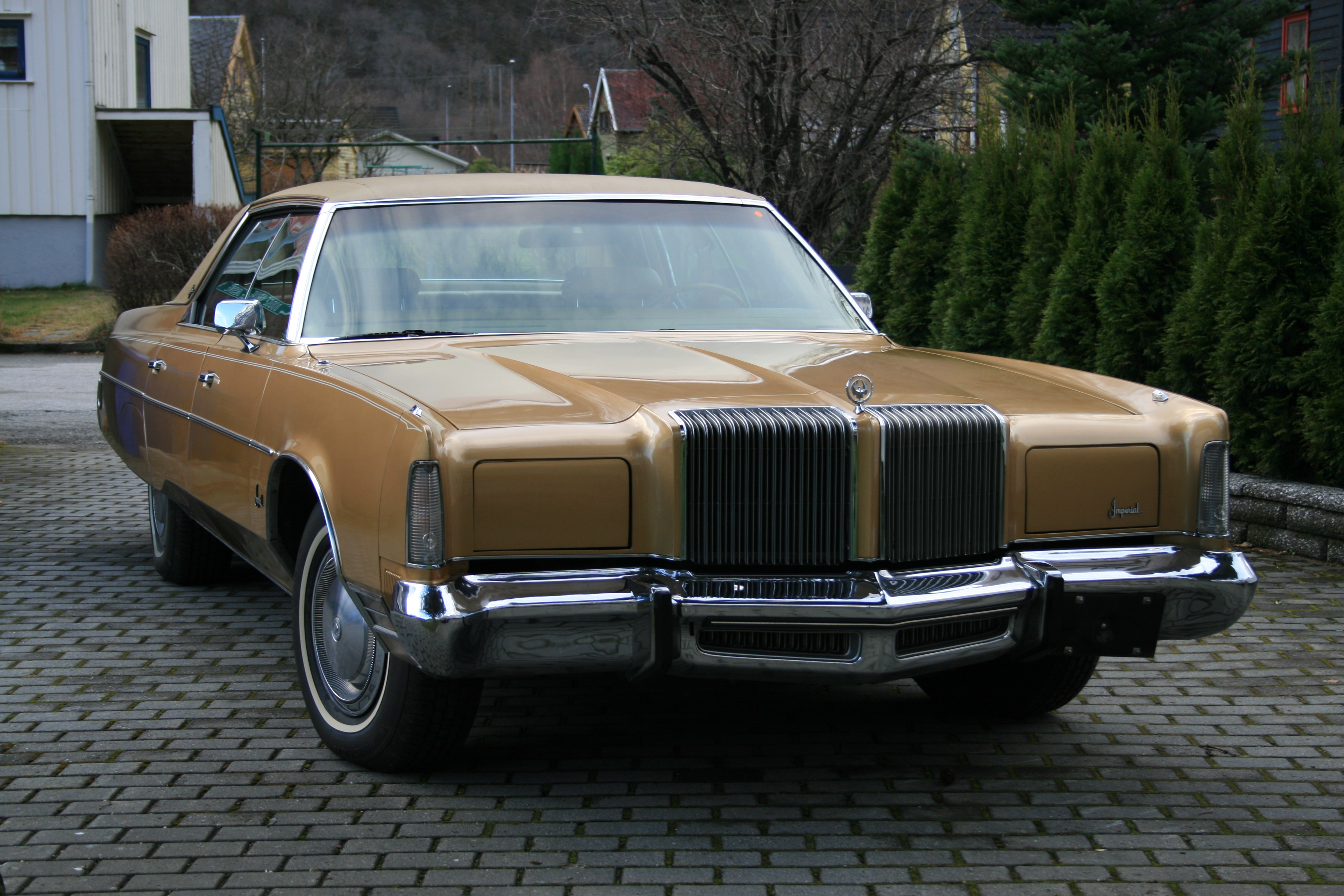
Модель 1975 року

Модель 1975 року, крім покращеної водоспадної решітки, переднього бампера і вдосконалення деяких деталей, мало чим змінилась. Це був останній рік незалежної марки Imperial, з продажами лише у 8,830 автомобілів 1975 року. Останній Imperial, седан LeBaron, виїхав з фабрики 12 червня 1975 року. Однак зникло тільки ім'я, так як пропонували таку саму базову машину, але більш дешеву (дискові гальма Імпіріела на 4 колеса більше не ставились). З 1976 по 1978 рік машина була відома як Chrysler New Yorker Brougham. Виправдовуючи різницю в ціні на великі легкові машини, Крайслеру ставало все важче працювати, так як автомобілі стали все більш і більш подібними крізь роки задля скорочення витрат, і, в свою чергу, витрати на підтримку і збут окремої марки з поганими продажами були, можливо, занадто високими. Також паливне ембарго 1973 року повернуло покупців на менші паливо-економні автомобілі, рух, який набирав обертів протягом першої половини 1970-х в результаті підвищення цін на бензин.

## 1981–1983
Короткочасна і невдала спроба відродити гучне ім'я. «Імпіріели» тих років являли собою порівняно компактне люксове купе, націлене проти аналогічної двох-дверної серії Lincoln Mark.

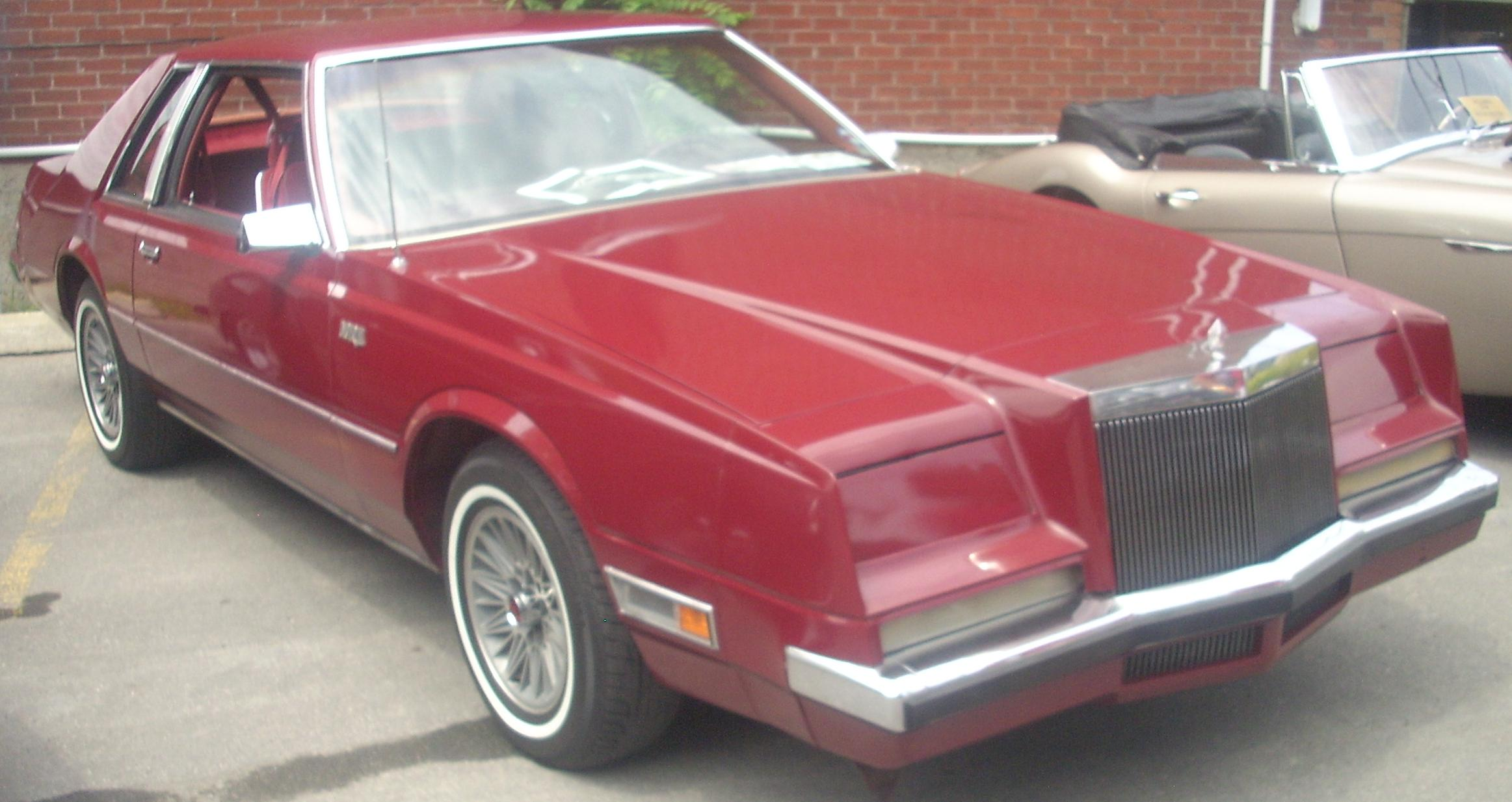
Модель 1981 року

Імпіріел 1981 року був обладнаний стандартними електричними підйомниками вікон, електронною панеллю VFD (включаючи одометр, спідометр, переключення передач, калькулятор використання палива і годинник), електронними замками дверей, відкривачем гаражу, кондиціонером повітря, сидінням з електричним регулюванням, автоматичним контролем швидкості та іншими зручними функціями. Через багатий перелік стандартного обладнання там практично не було варіантів, аніж безкоштовний вибір коліс (кольорові «сніжинки» можна було видалити на користь сталі з ковпаками «дротяні колеса»), вибір оббивки (стандартну шкіру можна було замінити на тканину), вибір звукових систем, 40-діапазонне радіо, і електричний люк.
В 1982 році велюрові сидіння Імпіріела типу «плавучої подушки» були замінені на оксамитові цілісної конструкції. Електричний люк був виключений зі списку опцій.
Після значного зростання цін протягом 1981 і 1982 модельних років, частково завдяки високій інфляції того часу, базова ціна Імпіріела була урізаною аж до його первісного початкового рівня. Орнамент капоту, в той час, як аналогічні за зовнішнім виглядом, був змінений з кристалу Картьє на пластиковий. Версія Френка Сінатри більше не була доступною. Був доданий пакет версії Touring для оновлення підвіски.
Загалом, шосте покоління Імпіріелів не виправдало очікувань продажів керівництва Крайслера. Воно мало інновації, такі як система впорскування палива і електронну комбінацію приладів, і Крайслер намагався використати це як вітрину для технологій та якості. На жаль, система впорскування палива довела проблемність і багато машин були модернізовані за гарантією (або пізніше з ініціативи власника) карбюраторами.
Ім'я Imperial знову з'явиться в 1990 році, але вже як флагманська модель фірми Крайслер.

## Лімузини Crown Imperial 1955–1965 рр.

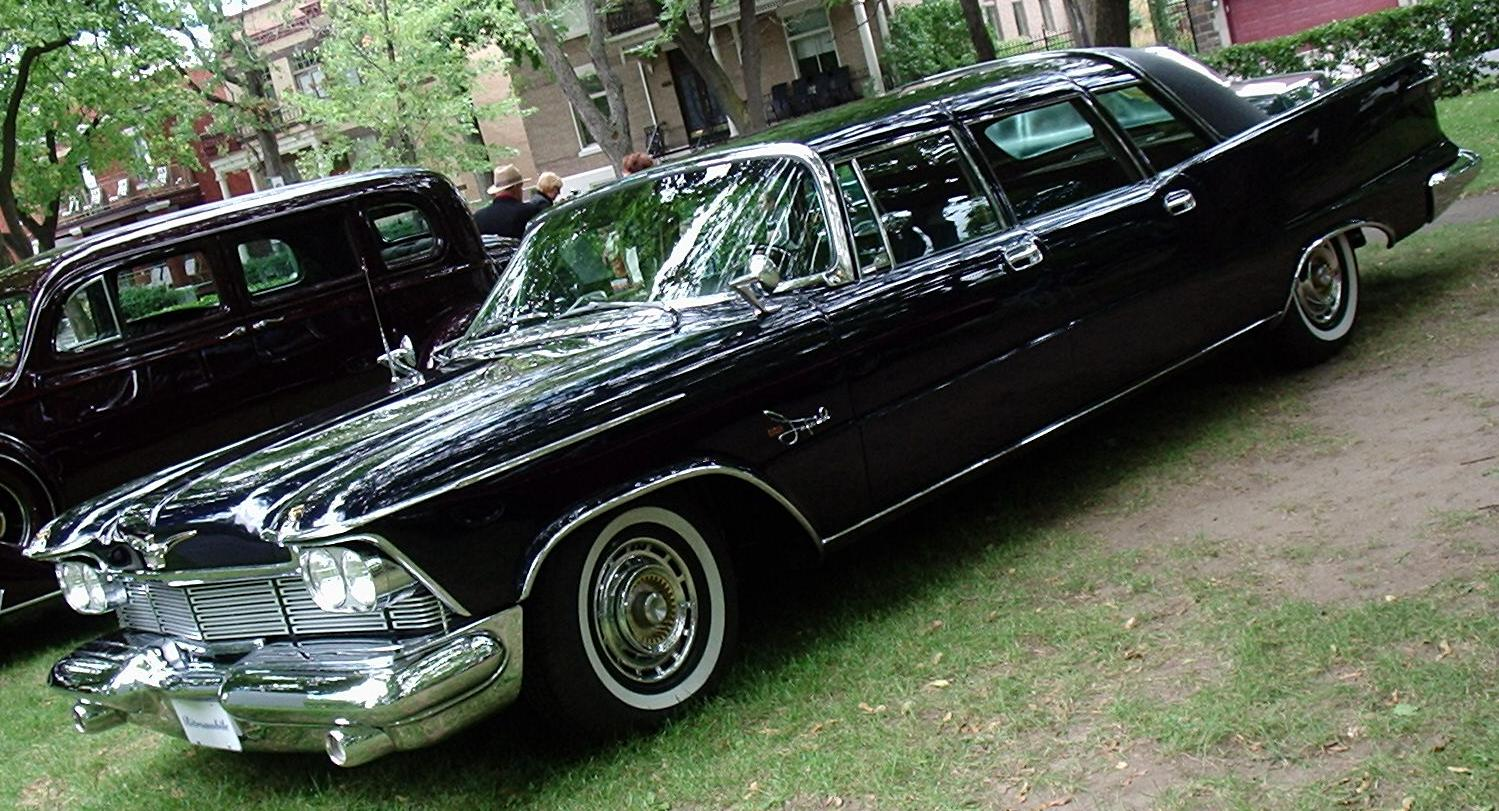
Лімузин 1958 року

Протягом 1955 і 1956 рр. також пропонувалась модель лімузина Crown Imperial. З додатковою 19.5-дюймовою (500 мм) і 16.5-дюймовою (420 мм) колісною базою в 1955 і 1956 рр. відповідно, і вісьмома місцями для сидіння (троє спереду, включаючи водія, троє ззаду, і двоє на розкладних сидіннях спиною вперед), ці моделі замінили довго-базові пропозиції в усіх марках Крайслера. Лише 172 автомобілі були збудовані в 1955 і 226 в 1956 роках. Вони були останніми лімузинами бренду Крайслер, побудовані виключно в Детройті.
З 1957 по 1965 рік, автомобілі Crown Imperial з довгою колісною базою збирали на Ghia в Італії. Ранні моделі використовували двох-дверні кузови хардтоп, встановлені на посиленій рамі кабріолетів; їх переправляли через Атлантику, розрізали, подовжували на 20.5 дюймів (521 мм) і переробляли. Пізніші моделі будували з чотирьох-дверних моделей до тієї ж специфікації. Кожна машина робилась за місяць і свого часу дорого коштувала ($18,500 в 1963-64). Продавались вони погано в порівнянні з Каділлаком Серії 75, який був менш дорогим ($9724-$9960 в 1963-64), і мав сталу репутацію серед покупців лімузинів. Загалом було виготовлено 132 лімузини Crown Imperial для Крайслера Ghia протягом 1957-65 рр. Цікавим є те, що всі 10 Crown Imperial побудованих на Ghia протягом 1965 модельного року були 1964-го із зовнішнім виглядом моделі 1965 року, і, відповідно, мали коробку передач на кнопки. Зі спорядженою масою в приблизно 6,200-6,300 фунтів (2,800-2,900 кг), Crown Imperial 1957-65 рр. від Ghia були найважчими базовими автомобілями, які продавала американська фірма з 1930-х років.

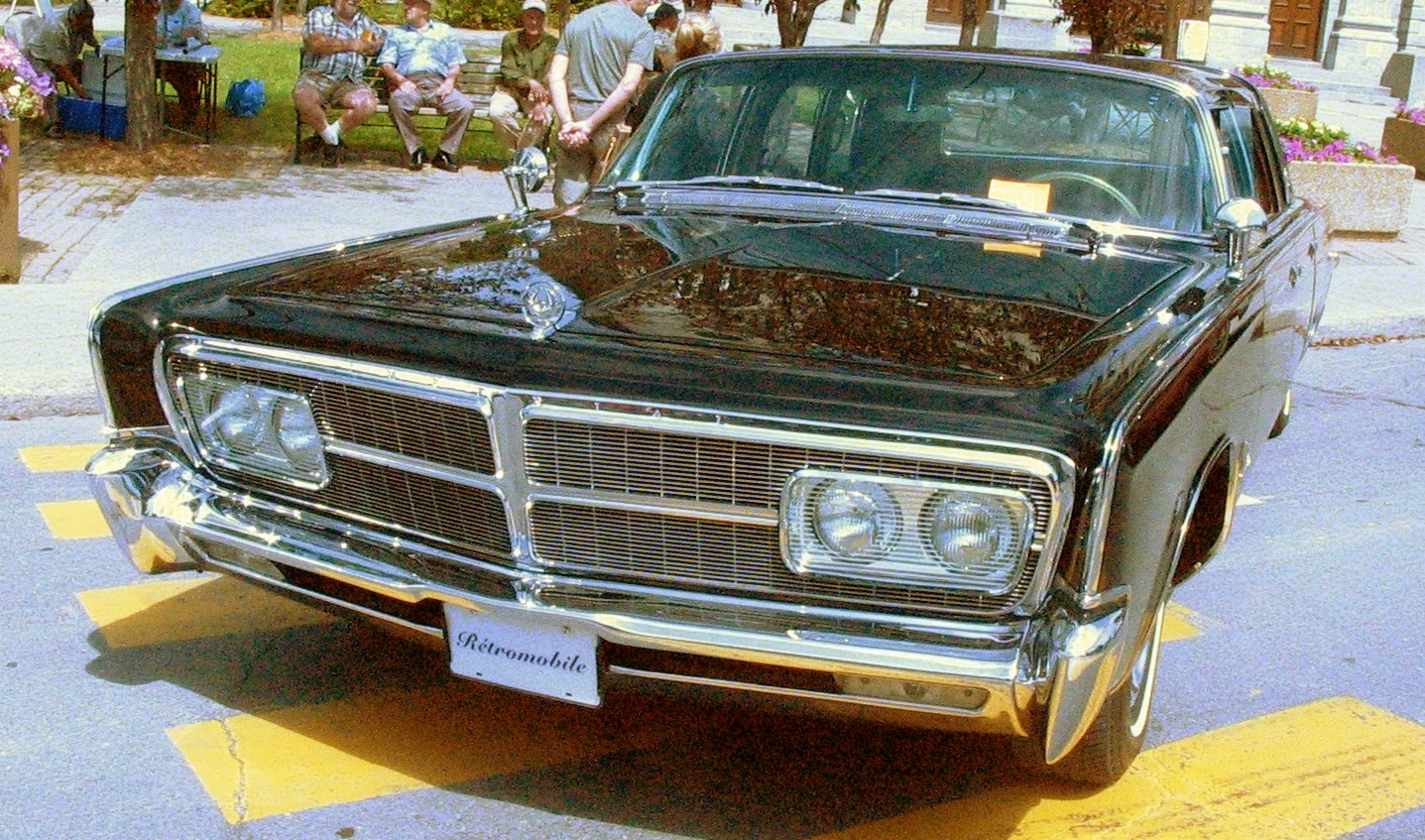
Лімузин 1965 року

Протягом всього президентського терміну її чоловіка, особистим автомобілем Жаклін Кеннеді був Crown Imperial 1961 року, побудований на Ghia зі стилем моделі 1960 року. Автомобіль брав участь в різних її діях на посту Першої Леді. Під час похорону президента Джона Ф. Кеннеді 25 листопада 1963 року, перед мотоколоною, яка везла Джекі з дітьми, був новий Crown Imperial 1964 року, який вона використовуватиме деякий час пізніше.
Нельсон Рокфеллер, віце-президент США, під час президентства Джеральда Форда, був також власником Crown Imperial 1960 року. Це один із 17 лімузинів, зроблених Ghia в 1960 році, і єдиний того року з прикритим заднім крилом.
У фільмі 1974 року «Хрещений батько 2», чорний Crown Imperial 1958 року від Ghia використовувався Майклом Корлеоне (якого зіграв Аль Пачіно) під час збору сім'ї біля Рино, Невада.

## Лімузини Crown Imperial періоду після Ghia (1966–1983)

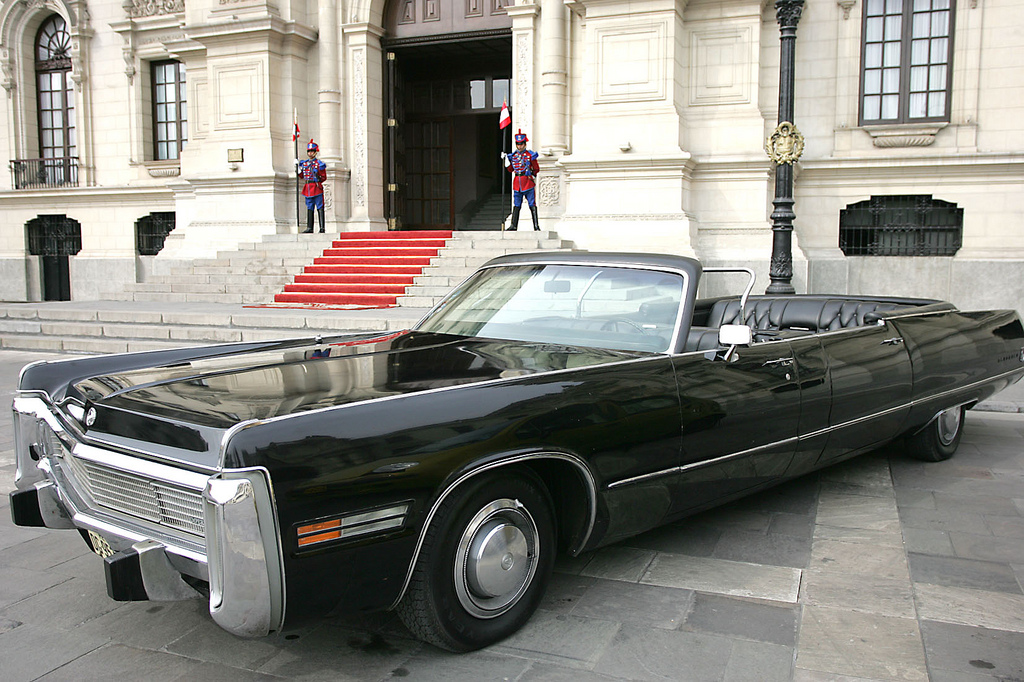
Кабріолет-лімузин 1973 року

В той час як лімузини Crown Імпіріел закінчили випускати в 1965 році, лімузини Імпіріел продовжували робити інші виробники кузовів. Після того, як будівництво останніх десять Crown Імпіріелів на Ghia було завершене, Ghia продав його оснащення фірмі Barreiros Coachbuilders в Іспанії. Barreiros побудували десять лімузинів, так само, як ті, які робила Ghia і, подібні до останніх десятьох машин від Ghia, збудовані моделі 1965 року з екстер'єром від моделі 1966 року, але з довшою колісною базою на 2 дюйми. Якість збирання було поганим через порівняння з тим, що автомобілі мали джгут проводів, зроблений з проводів такого самого кольору.
Між 1967 і 1971 рр. в сумі 27 лімузинів Імпіріел були виготовлені фірмою Stageway Coachbuilders (ASC) у Форт Сміт, Арканзас на 163.0-дюймовій (4,140 мм) колісній базі, і були обґрунтовано афішовані як найбільші люкс-автомобілі в світі. Дві моделі 1972 року з решітками 1973 року були збудовані компанією Хесс і Ейзенхардт у Ферфілді, Індіана для Секретної служби США і використовувались президентами Ніксон, Форд, Картер і Рейган на днях їхньої присяги. Одна модель Імпіріела 1974 року була виготовлена в лімузині також компанією ASC. Останні лімузини Імпіріел були в кузовах моделей 1981-83 рр., дві з яких були подовжені на 24 дюйми (610 мм) і п'ять — на 36 дюймів (910 мм).

## Слогани Імпіріела
- «America's Most Carefully Built Car» (найбільш ретельно побудований автомобіль Америки)
- «The Finest Car America Has Yet Produced» (найкращий автомобіль, який виготовляє Америка)
- «Finest Product of Chrysler Corporation» (найкращий продукт корпорації Крайслер)
- «The Incomparable Imperial» (незрівнянний Імпіріел)
- «Excellence Without Equal» (відмінність без рівних)[28][29]
- «It's Time for Imperial» (час для Імпіріела) (1981–1983)

## Автомобілі Imperial в культурі
- Сніданок у Тіффані (Imperial Crown 1961 року): автомобіль коханця Гаррі, який чатує на Голлі біля будинку на початку фільму[30].
- Мандри — «Дорога» (Imperial LeBaron 1961 року): головний автомобіль, в якому катались учасники гурту[31].
- Зелений шершень (Imperial Crown 1966 року): автомобіль головного героя, який носив назву «Чорна красуня» (The Black Beauty)